# Magyar festők listája
A magyar festők listája a jelentősebb magyar vagy magyar származású festőművészeket sorolja fel.
A listában megtalálható valamennyi, a Magyar életrajzi lexikon I–IV. köteteiben (1967–1994) szereplő olyan személy, akinek festőművészeti életművét vagy tevékenységét a lexikon szócikke tárgyalja. Ezeket az életrajzokat az alábbi listában  [MÉL.] jelzettel láttuk el.
További forrásjelölések:
- KiKi – Ki kicsoda 2000: Magyar és nemzetközi életrajzi lexikon. Budapest: Greger-Biográf. 1999.
- MNL – Magyar nagylexikon  I–XIX. Főszerk. Bárány Lászlóné et al. Budapest: Akadémiai; (hely nélkül): Magyar Nagylexikon. 1993–2004.  ISBN 963-05-6611-7
- ÚMÉL – Új magyar életrajzi lexikon I–VI. Főszerk. Markó László. Budapest: Magyar Könyvklub; (hely nélkül): Helikon. 2001–2007.  ISBN 963-547-414-8

Az egyetemes festészet jeles alakjaihoz lásd: Festőművészek listája
| Ábécé szerinti tartalomjegyzék                                                                           |
| --- |
| A, Á B C Cs D Dz Dzs E, É F G Gy H I, Í J K L Ly M N Ny O, Ó Ö, Ő P Q R S Sz T Ty U, Ú Ü, Ű V W X Y Z Zs |

## A, Á

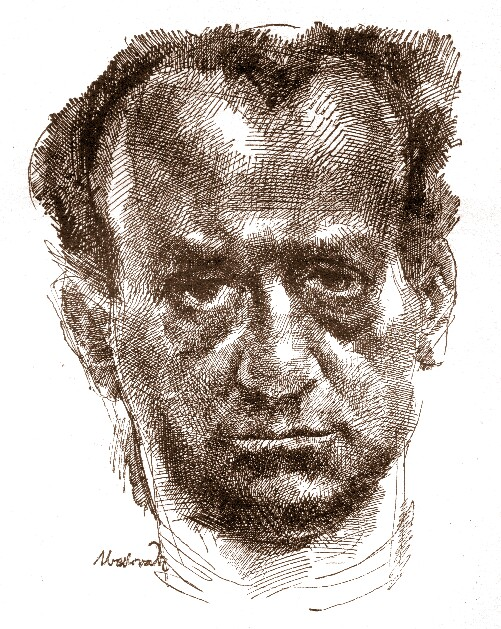
Aba-Novák Vilmos

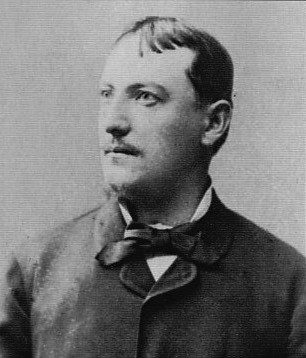
Árkay Aladár

- Aba-Novák Vilmos (1894–1941) [MÉL., ÚMÉL.]
- Abodi Nagy Béla (1918–2012)
- Abonyi Arany (1899–1967) [MÉL.]
- Abonyi Tivadar (1887–1968) [MÉL., ÚMÉL.]
- Ábrahám Rafael (1929–2014) [KiKi.]
- Aczél Henrik Emil (1876–1946) [ÚMÉL.]
- Ács Ferenc (1876–1949) [MÉL., ÚMÉL.]
- Ács József (1914–1990) [MÉL., ÚMÉL.]
- Ács Lipót (1868–1945) [MÉL., ÚMÉL.]
- Adler Miklós (1909–1965)
- Adler Mór (1826–1902) [ÚMÉL.]
- Agárdy Gábor (1922–2006) [KiKi.]
- Aggházy Gyula (1850–1919) [MÉL., ÚMÉL.]
- Ágh Ajkelin Lajos (1907–1995) [ÚMÉL.]
- Ágoston Ernő (1889–1957) [MÉL., ÚMÉL.]
- Ágoston Vencel (1895–1946) [MÉL., ÚMÉL.]
- Aknay János (1949) [KiKi.]
- Áldor János László (1895–1944) [MÉL., ÚMÉL.]
- Alföldi László András (1948)
- Almár György (1895–1974) [MÉL., ÚMÉL.]
- Almási Gyula Béla (1908–1976) [MÉL., ÚMÉL.]
- Almásy Aladár (1946) [KiKi.]
- Almer Zsuzsa (1948) [KiKi.]
- Altorjai István (1943–1982) [MÉL., ÚMÉL.]
- Altorjai Sándor (1933–1979) [ÚMÉL.]
- Ámos Imre (1907–1944) [MÉL., ÚMÉL.]
- Andaházi Kasnya Béla (1888–1981) [MÉL., ÚMÉL.]
- Andor Loránd (1906–1966) [MÉL.]
- Andorkó Gyula (1883–1909) [MÉL., ÚMÉL.]
- András László (1910–1981)
- András Tibor (1921–2000)
- Andrássy Tivadar (1857–1905) [MÉL., ÚMÉL.]
- Angeli Henrik (1840–1925) [ÚMÉL.]
- Angyal Géza (1888–1956)
- Anna Margit (1913–1991) [ÚMÉL.]
- Antal Imre (1944–2017)
- Antal József (1887–1963) [MÉL., ÚMÉL.]
- Antal Loránd (1903–1975) [MÉL., ÚMÉL.]
- Aquila János (? – 1392 u.) [MÉL., ÚMÉL.]
- Aranyossy Ákos (1870–1898) [MÉL., ÚMÉL.]
- Arató István (1922–2010)
- Arató János (1919–1989) [MÉL., ÚMÉL.]
- Árkay Aladár (1868–1932) [ÚMÉL.]
- Árkay Bertalan (1901–1971) [ÚMÉL.]
- Árkossy István (1943)
- Áron Nagy Lajos (1913–1987) [MÉL., ÚMÉL.]
- Árvai Ferenc (1935–2004)
- Aszódi Weil Erzsébet (1901–1976) [MÉL., ÚMÉL.]
- Asztalos Gyula (1900–1972) [MÉL., ÚMÉL.]
- Attalai Gábor (1934–2011) [KiKi.]

## B
- Bacsa András (1870–1933)
- Bács Emese (1978)
- Bada Márta (1951)
- Bada Tibor (1963–2006)
- Badacsonyi Sándor (1949–2016)
- Baditz Ottó (1849–1936)
- Baji Miklós Zoltán (1961)
- Bajor Ágost (1892–1958)
- Bak Imre (1939-2022)
- Bakacsi Lajos (1949)
- Bakos István (1941)
- Baksai József (1957)
- Baksa-Soós János (1948–2021)
- Baktay Ervin (1890–1963)
- Balázs Ferenc (1959)
- Balázs Imre (1931–2012)
- Balázs János (1904–1927)
- Balázs János (1905–1977)
- Balázs Sándor (1899–1963)
- Bálint Endre (1914–1986)
- Bálint Ferenc (1960)
- Bálint Rezső (1885–1945)
- Balkay Pál (1785–1846)
- Balla Attila (1959)[1]
- Balla Margit (1947)
- Balla Pál (1930–2008)
- Balló Aurél (1871–1940)
- Balló Ede (1859–1936)
- Balogh András (1919–1992)
- Balogh Balázs András (1940 -2014)
- Balogh Csaba (1968)
- Balogh István (1927–2015)
- Balogh József (1944)
- Balogh Mónika (1974)
- Balogh Tibor (1975)
- Baloghy György (1950)
- Bán Béla (1909–1972)

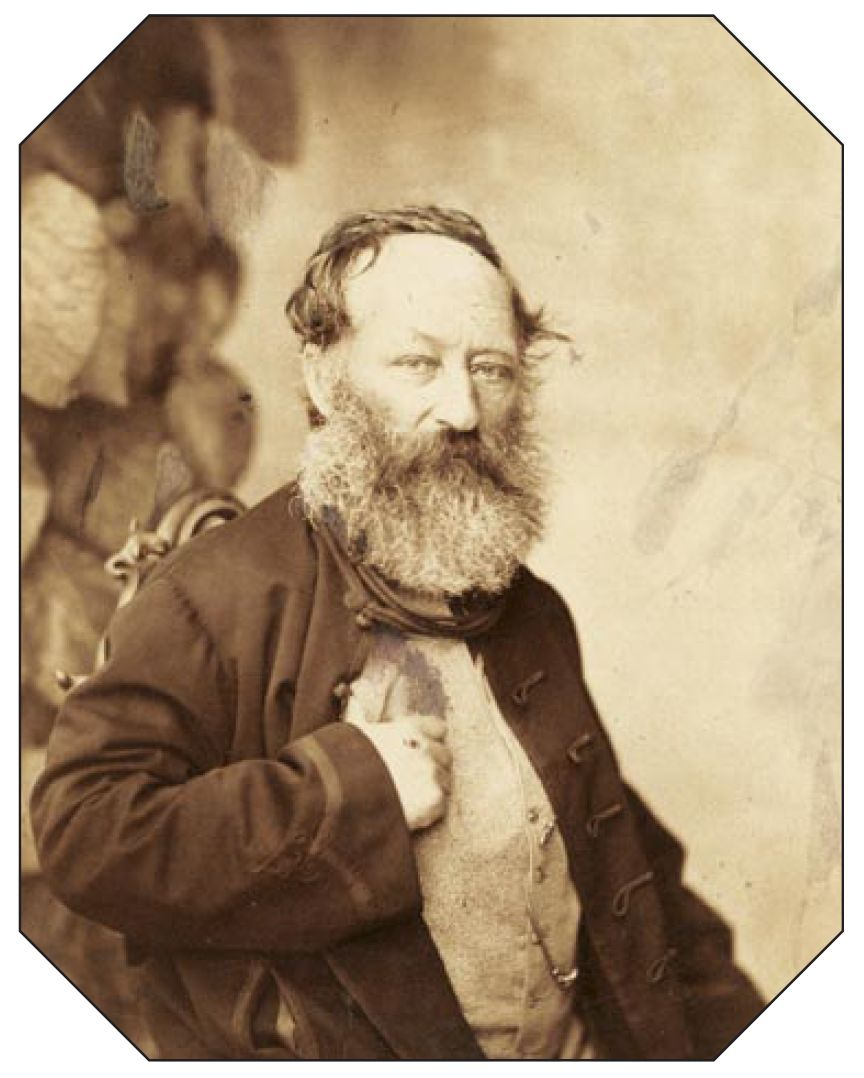
Barabás Miklós

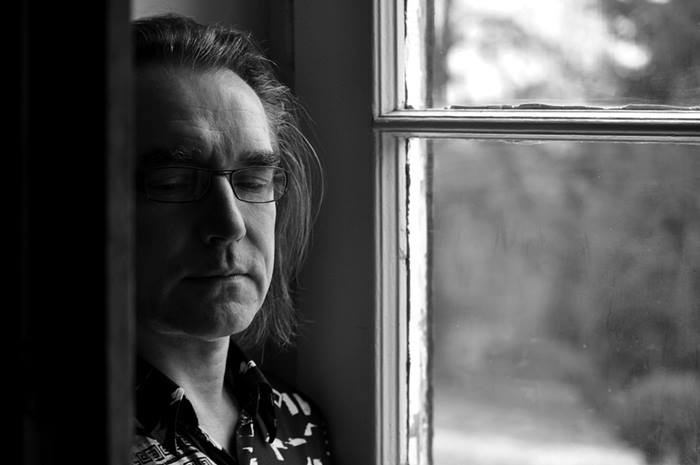
Bánföldi Zoltán

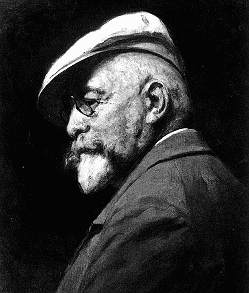
Benczúr Gyula

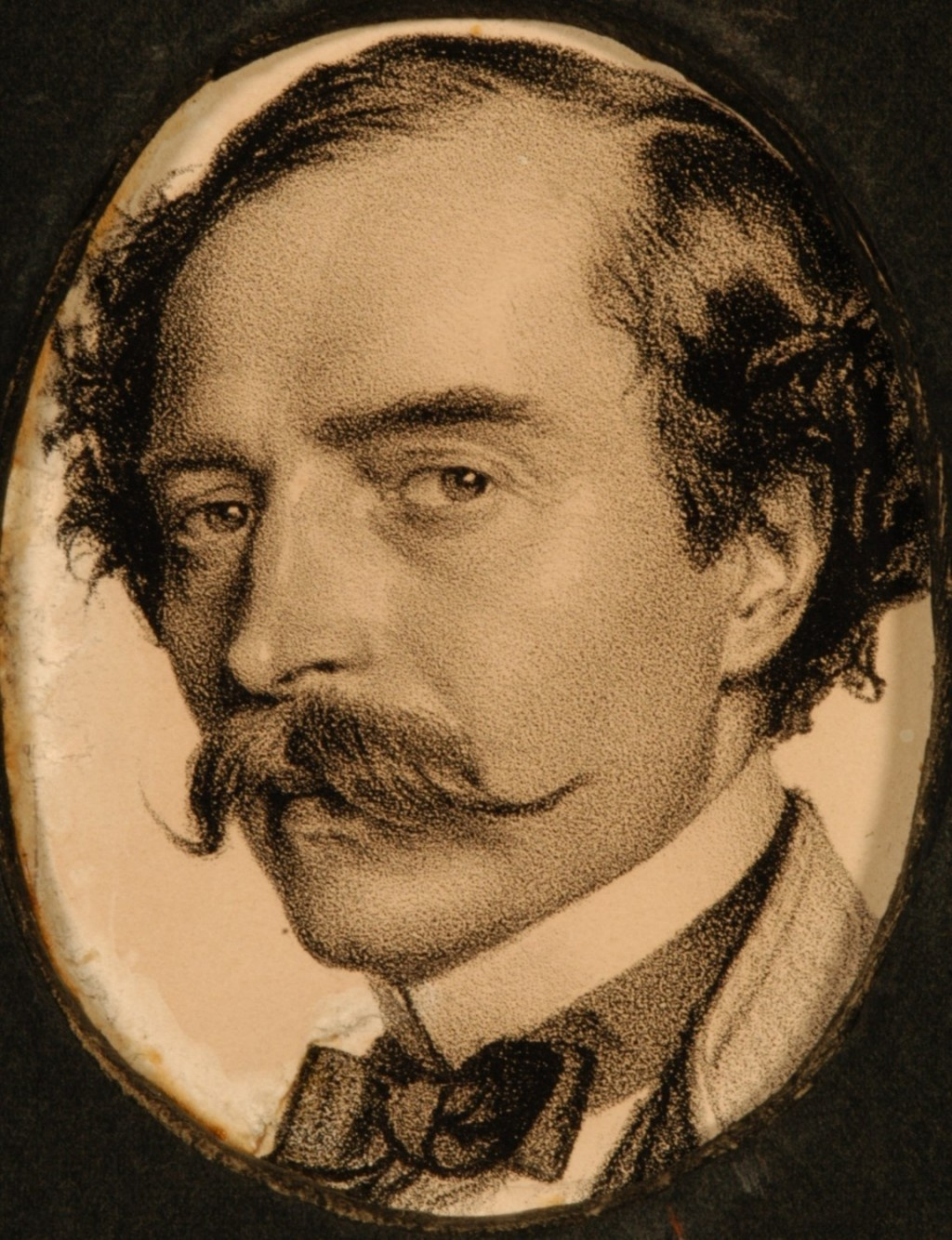
Borsos József

- Bánáti Schwerak József (1897–1951)
- Bánföldi Zoltán (1962)
- Bangócs Gábor (1960)
- Bánhidi Andor (1910–1964)[2]
- Bánk Ernő (1883–1962)
- Bánovszky Miklós (1895–1995)
- Bánszki Tamás (1892–1971)
- Barabás Márton [Márkosfalvi] (1893–1974)
- Barabás Márton (1952)
- Barabás Miklós (1810–1898)
- Baranyay András (1938–2016)
- Baranyó Sándor (1920–2001)
- Baráth Áron (1980)
- Barczi Pál (1933–2003)
- Barcsay Jenő (1900–1988)
- Bari Janó (1955)
- Barta Ernő (1878–1956)
- Barta Mária (1897–1969)
- Bartha László (1908–1998)
- Bartl József (1932–2013)
- Bartus Ödön (1888–1950)
- Basch Andor (1885–1944)
- Basch Árpád (1873–1944)
- Basch Gyula (1851–1928)
- Basilides Bálint (1944)
- Basilides Barna (1903–1967)
- Basilides Hilde (1924–1965)
- Basilides Sándor (1901–1980)
- Batthyány Gyula gróf (1887–1959)
- Bauer Szilárd (1892–1928)[3]
- Baukó János (1936)
- Baumgarten Miksa (1837–1915)
- Bazán Vladimir (1956)
- Beck Vilmos (1822–1862)
- Bednay Dezső (1923–2013)
- Bednay Éva (1927–2017)
- Beer József Konstantin (1862–1933)
- David Beery (1951)
- Belányi Viktor (1877–1955)
- Bencsik János (1945)
- Bencze László (1907–1992)
- Benczúr Gyula (1844–1920)
- Benczúr Ida (1876–1970)
- Bende Róbert (1971)
- Bene Géza (1900–1960)
- Benedek Jenő, id. (1906–1987)
- Benedek Jenő, ifj. (1939–2019)
- Benes József (1936–2017)
- Benjamin Herman (1881–1942)
- Benkhard Ágost (1882–1961)
- Bényi Árpád (1931–2006)
- Bényi László (1909–2004)
- Benyovszky István (1898–1969)
- Bér Dezső (1875–1924)
- Bér Rudolf (1924–2004)
- Berde Amál (1886–1976)
- Beregszászy Tamás (1967)
- Berény Róbert (1887–1953)
- Berényi Ferenc (1927–2004)
- Bereznai Péter (1955)
- Berkes Antal (1874–1938)
- Berki Viola (1932–2001)
- Bernát András (1957)
- Bernáth Aurél (1895–1982)
- Bernáthy Sándor (1949–2012)
- Bertalan Albert (1899–1957)
- Bertalan Ferenc (1957)[4]
- Bertalan Tivadar (1930–2025)
- Beszédes Kálmán (1839–1893) (MÉL)
- Beszédes Kornél (1923–2003)[5]
- Biasini Mari (1866–1937)
- Bihari Sándor (1855–1906)
- Bihari Sándor (1947–2013)
- Bihari Puhl Levente (1957)
- Bikkessy Heinbucher József (1767–1833)
- Bimbó Tamás (1968)
- Birkás Ákos (1941–2018)
- Birkás István (1947–2018)
- Bíró Eszter (1957)
- Bíró Ferenc (1935–1981)
- Biró Gábor (1955)
- Bíró Mihály (1886–1948)
- Bizse János (1920–1981)
- Blaski János (1924–2015)
- Blattner Géza (1893–1967)
- Boda Balázs (1954)
- Bódi Katalin (1950)
- B. Bodnár Éva (1958)
- Bodor Lilla (1979)
- Bodosi Dániel (1913–2006)
- Bodzássy István (1887– ?)
- Boemm Ritta (1868–1948)
- Bogdány Jakab (1660–1724)
- Boksay József (1891–1975)
- Boldizsár István (1897–1984)
- Boldogfai Farkas Imre (1907–1965)
- Bolgár József (1928–1986)
- Bolmányi Ferenc (1909–1990)
- Bor István Iván (1964–2006)
- Bor Pál (1882–1982)
- Borbereki-Kovács Zoltán (1907–1992)
- Bordi András (1905–1989)
- Bornemisza Géza (1884–1966)
- Bornemissza László (1910–1995)
- Boromisza Tibor (1880–1960)
- Boros Attila (1971)
- Boros István (1956)[6]
- Boros Nepomuk János (1808–1855)
- Bors Györgyi Borbála (1977)
- Borsos József (1821–1883)
- Borszéky Frigyes (1880–1955)
- Bortnyik Sándor (1893–1976)
- Boruth Andor (1873–1955)[7]
- Bosznay István (1968–1944)
- Botár László (1959)
- Botos Flórián (1974)
- Bozsó János (1922–1998)
- Böhm János (1860–1944)
- Böhm Pál (1839–1905)
- Börtsök Samu (1881–1931)
- Börzsönyi Kollarits Ferenc (1901–1963)
- Brauer Ildikó (1966)
- Breznay András (1963)
- Breznay Gábor (1956)
- Breznay József (1916–2012)
- Brocky Károly (1807–1855)
- Brodszky Sándor (1819–1901)
- Brósz Irma (1911–1976)
- Bruck Lajos (1846–1910)
- Bruck Miksa (1863–1920)
- Buhály József (1945)
- Bujdosó Ernő (1944)
- Bukta Imre (1952)
- Bukta Norbert (1969)
- Burchard-Bélaváry István (1864–1933)
- Burghardt Rezső (1884–1963)
- Büki Attila (1948)
- Büttner Helén (1861–1947)[8]

## C

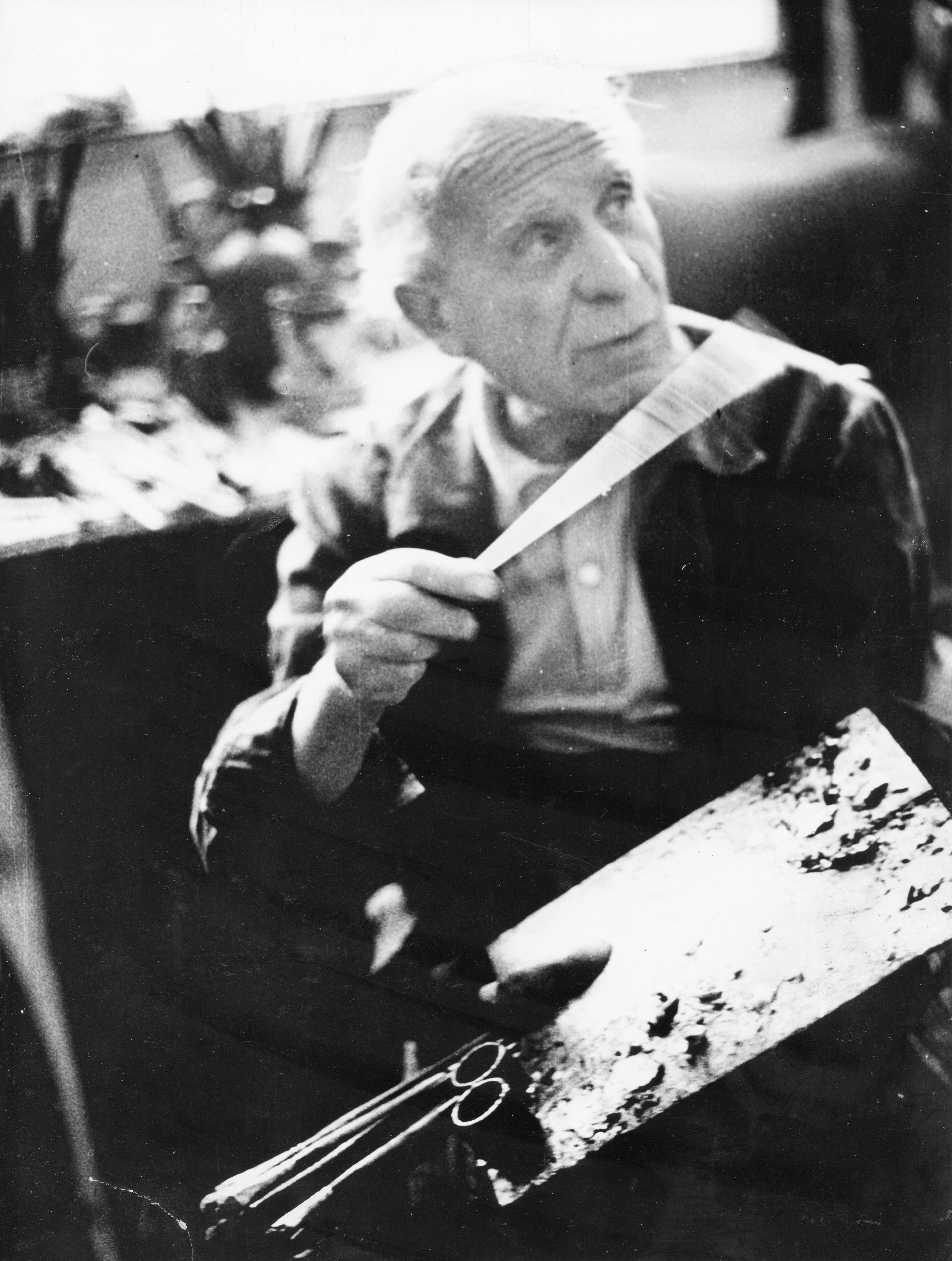
Czóbel Béla

- Chilf Mária (1966)
- Chiovini Ferenc (1899–1981)
- Choma József (1901–1969)
- Czencz János (1885–1960)
- T. Czene Ágnes (1941)
- Czene Béla (1911–1999)
- T. Czene István (1966)
- Czigány Dezső (1883–1937)
- Czigányné Németh Márta (1946)
- Czigler János (1958)
- Czillich Anna (1899–1923)
- Czimra Gyula (1901–1966)
- Czipóné Balczár Magdolna (1950)
- Czóbel Béla (1883–1976)

## Cs
- Csabai Kálmán (1915–1992)
- Csabai Pantl László (1904–1982)
- Csabai-Wágner József (1888–1967)
- Csáji Attila (1939–2025)
- Csáki-Maronyák Éva (1956)
- Csáki-Maronyák József (1910–2002)
- Csáktornyai Zoltán (1886–1921)
- Csákvári Nagy Lajos (1923–2014)
- Csámpai Rozi (1956)
- Csányi János (1957)
- Csányi Lajos (1954–1999)
- Csapody Vera (1890–1985)
- Csató György (1910–1983)
- Cseh Gábor (1941)
- Csekei Tóth Eszter (1971)
- Csekei Zoltán (1914–1953)
- Csemiczky Tihamér (1904–1960)
- Cserepes István (1901–1944)
- Csergezán Pál (1924–1996)
- Csernus Tibor (1927–2007)

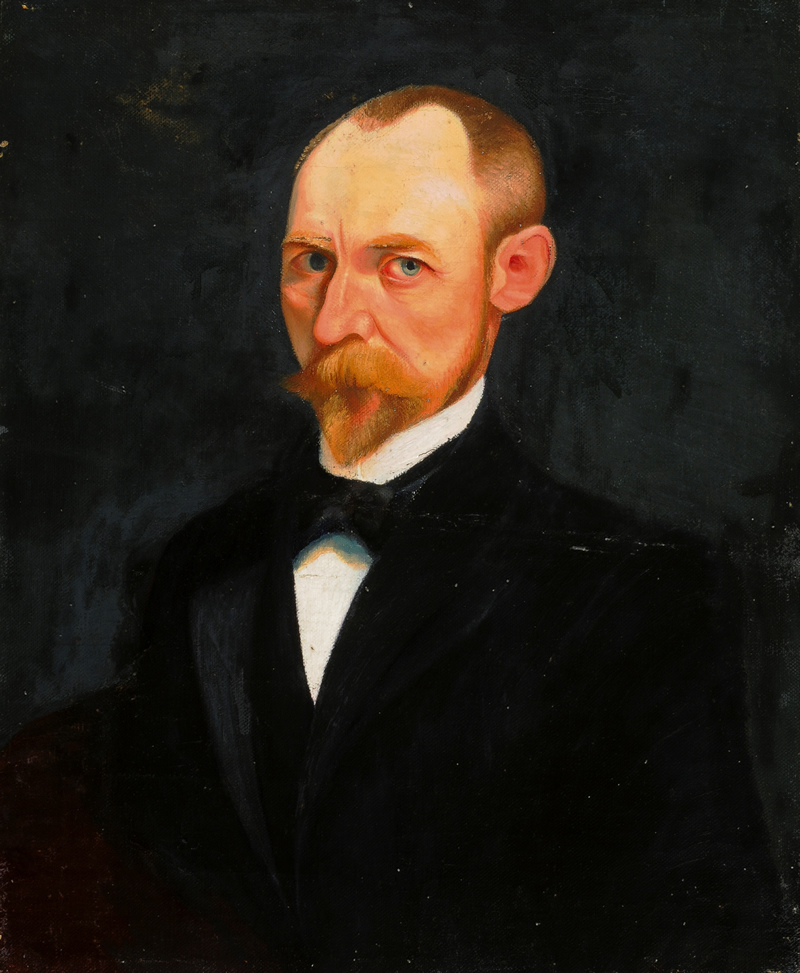
Csontváry Kosztka Tivadar

- Cserőháti Kovács István (1950–2016)
- Csík István (1930–2022)
- Csí-Komor Krisztina (1982)
- Csikós Tibor (1957)
- Csisztu Mihály (1933–2008)
- Csók István (1865–1961)
- Csókos Varga Györgyi (1926–2012)
- Csoma Ilona (1868-1938)
- Csont Ferenc (1888–1966)
- Csontváry Kosztka Tivadar (1853–1919)
- Csorba Tibor (1906–1985)
- Csordás András (1932–2003)
- Csörgey Titusz (1875–1961)

## D
- Dana Puhosh (Kiss Dénes) (1967)
- Dániel Kornél Miklós (1923–2002)
- Dániel Mária (1932–2021)
- Darkó László (1924–1970)
- Dávid Norbert (1970)
- Dax, Kilian Leonard (1954)
- Deák B. Ferenc (1938–2004)
- Deák Ilona(1943–)
- Deák-Ébner Lajos (1850–1934)
- Deim Pál (1932–2016)
- Deli Antal (1886–1960)
- Demjén Attila (1926–1973)
- Demjén László (1864–1929)
- Dénes Valéria (1877–1915)
- Derkovits Gyula (1894–1934)
- Dési Huber István (1895–1944)
- Deutsch Ignác (1846–1890?)
- Deutsch Mór (1815–1866?)
- Dezső Ilona Anna (1961)
- Diener Dénes Rudolf (1889–1956)
- Dienes Gábor (1948–2010)
- Dienes István (1905–1977)
- Dienes János (1884–1962)
- Dilinkó Gábor (1929–2014)
- Diósy Antal (1895–1977)
- Diószeghy László (1877–1942)
- Diószegi Balázs (1914–1999)
- Dobrovits Péter (1890–1942)
- Doby Jenő (1834–1907)
- Doctor Albert (1818 v. 1825–1888)
- Domanovszky Endre (1907–1974)
- Dombrádi Horváth Géza (1953)
- Domján József (1907–1992)
- Donát János (1744–1830)
- Doór Ferenc (1918–2015)
- Joseph Dorffmeister (1764–1807)

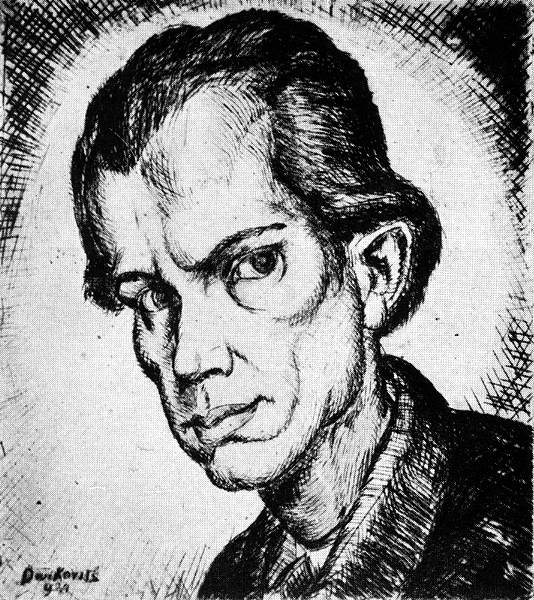
Derkovits Gyula

- Dorfmeister István, idősebb, (1729–1797)
- Dorfmeister István, ifjabb, (1770–1807)
- Dósa Géza (1846–1871)
- Döbrentey Gábor (1897–1990)
- Döbröczöni Kálmán (1899–1966)
- Drégely László (1932–1990)
- Drócsay Imre (1912–2001)
- Drozdik Orsolya (1946)
- Drozsnyik István (1951)
- Dudits Andor (1866–1944)
- Dúdor István (1949–1987)
- Duray Tibor (1912–1988)
- Duschanek János (1947)
- Dux Zsigmond (1826–1895)

## E, É
- Ecsődi Ákos (1902–1983)
- Edelsheim-Gyulai Lipót (1863–1928)
- Éder Gyula (1875–1945)
- Edvi Illés Aladár (1870–1958)
- Edvi Illés Ödön (1899–1902)
- Ef Zámbó István (1950)
- Egerházi János (1600–1647)
- Egerváry Potemkin Ágost (1858–1930)
- Egry József (1883–1951)
- Ehrlinger János (?–1848)
- Eigel István (1922–2000)
- Eisenhut Ferenc (1857–1903)
- Eisenmayer Tibor (1943–1993)
- Ék Sándor (1902–1975)
- Elekes Károly (1951)
- Endre Béla (1870–1928)
- Endrey Sándor (1867–1940)
- Engerth Vilmos (1818–1884)
- Erdei Sándor (1917–2002)
- Erdei Viktor (1879–1945)
- Erdély Miklós (1928–1986)
- Erdélyi Attila (1934–1971)
- Erdélyi Eta (1934–2010)
- Erdélyi Ferenc (1904–1959)
- Erdős Géza (1910–1964)
- Erdős Imre Pál (1916–1987)
- Erdős Péter (1938–2024)
- Erfán Ferenc (1959)
- Erős Andor (1899–1917)
- Eszik Alajos (1953)
- Ezüst György (1935–2017)

## F
- Fábián Rózsa (1925–2021)
- Fajcsák Henrietta (1980)
- Fajó János (1937–2018)
- Faragó Géza (1877–1928)
- Farkas Attila (1974)
- Farkas Balázs (1980)
- Farkas Ervin (1976)
- Farkas Gyula (1946)
- Farkas István (1887–1944)
- Farkas Klára (1898–1944)
- Farsang Sándor (1945)
- Fáy Aladár (1898–1963)
- Fáy Dezső (1888–1954)
- Fáy Lóránt (1906–1945)
- Fazakas-Koszta Tibor (1966)
- Fazekas Magdolna (1933)

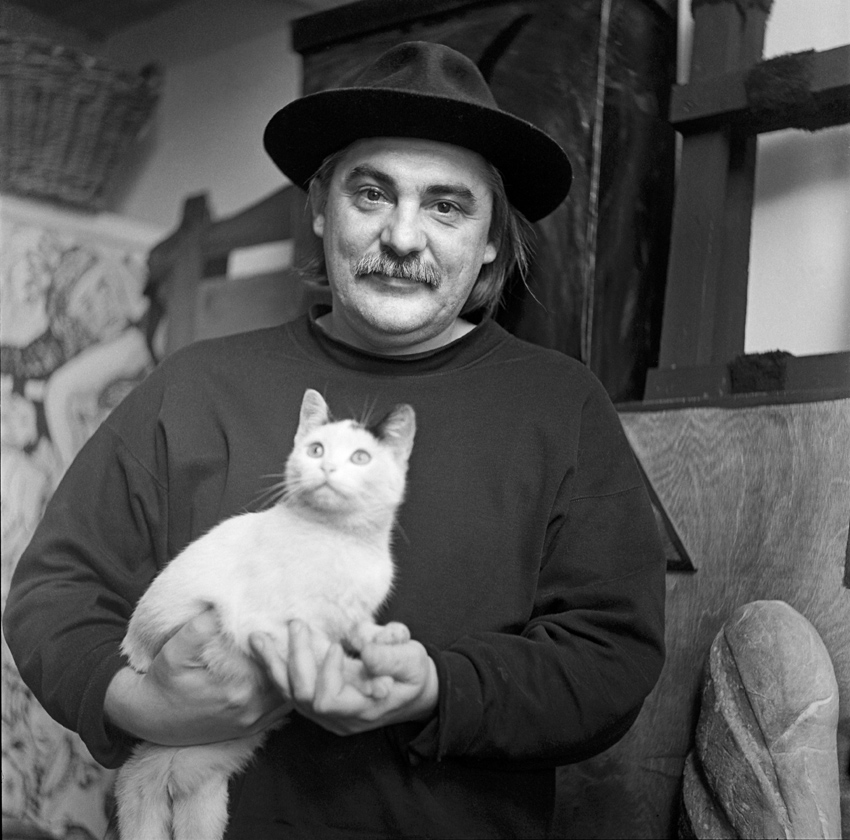
feLugossy László

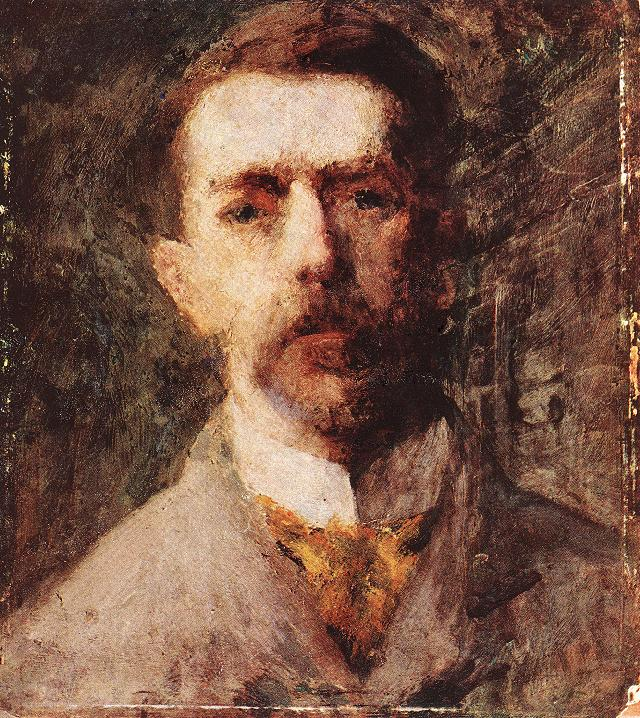
Ferenczy Károly

- Fehér György, (1929–2015) (Lásd a Festőművészek listájában is!)
- Fehér László (1953)
- Fehérvári Zoltán (1958)
- Feiks Jenő (1878–1939)
- Fejér Sándor (1876–1915)
- Fejes Gizella (1935–2022)
- Feka Lajos (1953)
- Feledy Gyula (1928–2010)
- Feledy Gyula Zoltán (1945)
- Félegyházi László (1907-1986)
- feLugossy László (1947)
- Felvidéki András (1946)
- Felvinci mester (17–18. sz.)
- Fent János (1905–1992)
- Fényes Adolf (1867–1945)
- Fenyvesi József (1928–2005)
- Ferencz J. Réka (1969)
- Ferenczy József (1866–1925)
- Ferenczy Júlia (1909–1999)
- Ferenczy Károly (1862–1919)
- Ferenczy Noémi (1890–1957)
- Ferenczy Valér (1885–1954)
- Ferkovics József (1961)
- Feszty Árpád (1856–1914)
- Feszty Masa (1895–1979)
- Fialka Olga (1848–1930)
- Ficzere László (1910–1967)
- Filep Sándor (1954)
- Fontos Sándor (1920–1991)
- Fónyi Géza (1899–1971)
- Forró Antal (1924–1982)
- Fóth Ernő (1934–2009)
- Földesi Barnabás (1980–)
- Földi Péter (1949)
- Frank Frigyes (1890–1976)
- Fuchs Tamás (1962)
- Fülöp Tibor (1961)
- Füzesi József (1966)
- Füzesséry Magdolna Izabella (1894–1975)

## G
- Gaál Imre (1922–1964)
- Gaál József (1960)
- Gábor Jenő (1893–1968)
- Gábor Marianne (1917–2014)

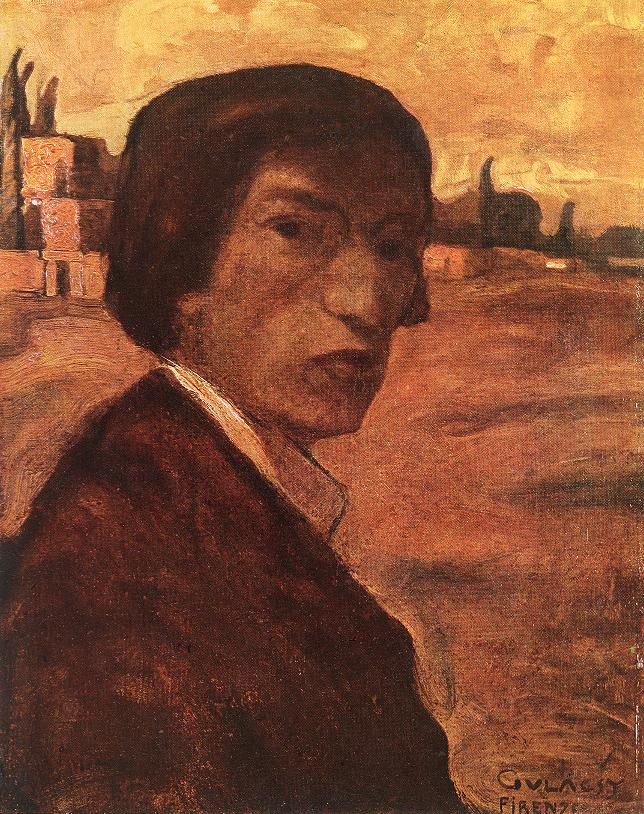
Gulácsy Lajos

- Gáborjáni Szabó Kálmán (1897–1955)
- Gách István Lipót (1880–1962)
- Gacsai Nagy Sándor (1972)
- Gácsi Mihály (1926–1987)
- Gadányi Jenő (1896–1960)
- Gádor Emil (1911–1998)
- Gál Sándor (1898–1979)
- Galambos Tamás (1939)
- Galimberti Sándor (1883–1915)
- Gáll Ádám (1953)
- Gáll Ferenc (1912–1987)
- Garabuczy Ágnes (1936–2020)
- Garajszki József (1934)
- Garay Ákos (1866–1952)
- Gászpor Vince (1950)
- Gasztonyi Kálmán (1964)
- Gaudi Márton (1970)
- Gáyor Tibor (1929–2023)
- Gebauer Ernő (1882–1962)
- Gecse Árpád (1900–1999)
- Gedeon Zoltán (1922–2022)
- Gedő Ilka (1921–1985)
- Gellért Hugó (1892–1985)
- Gera Éva (1923–1996)
- Gergely Árpád (1943)
- Gergely Csaba (1951)
- Gerhes Gábor (1962)
- Gerzson Pál (1931–2008)
- Gimes Lajos (1886–1944 v. 1945)
- Glatter Gyula (1886–1927)
- Glatz Oszkár (1872–1958)
- Goró Lajos (1865–1904)
- Goszthony Mária (1893–1989)
- Gosztonyi Alice (1899–1970)
- Góth Imre (1893–1982)
- Göldner Márta (1927–2006)
- Görbe Katalin (1949)
- Görgényi István (1917–1973)
- Gráber Margit (1895–1993)
- Gránicz Tamás (1954)
- Gréczi Margit (1941)
- Gregersen Hugó (1889–1975)
- Gregorik Mária (1946)
- Greguss János (1837–1892)
- Gross Arnold (1929–2015)
- Gruber Béla (1936–1963)
- Gruzda János (1881–1953)
- Grünbaum Ernő (1908–1945)
- Gubacsi Gábor (?)
- Guelmino Kálmán (1888–1972)
- Gulácsy Lajos (1882–1932)
- Gulyás Sándor (1889–1974)

## Gy

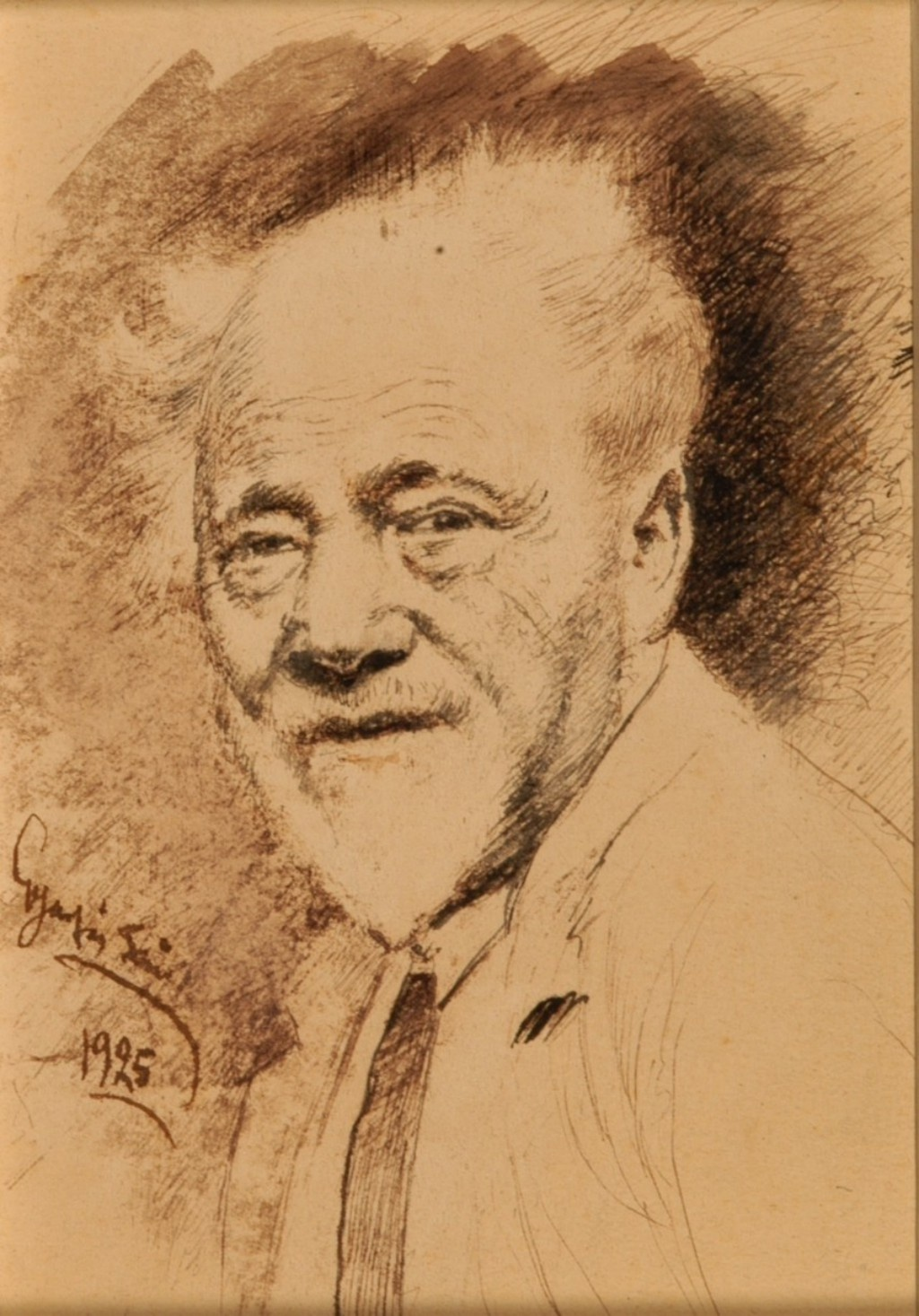
Gyárfás Jenő

- Gyalui Asztalos János (XVII. sz. vége–XVIII. sz. eleje)
- Gyárfás Jenő (1857–1925)
- Gyarmathy Tihamér (1915–2005)
- Gyebnár István (1961)
- Gyelmis-Lukács János (1899–1979)
- Gyémánt László (1935)
- Gyenes Gitta (1908–1945)
- Győrfi András (1964)
- György István (1899–1958)
- Györgyi Giergl Alajos (1821–1863)
- Győri Zsolt (1964)
- Györök Leó (1847–1899)
- Gyulai Lajos (1945)
- Gyulai Líviusz (1937–2021)
- Gyulay Zsolt (1943)
- Gyügyei Nagy Zsigmond (1872–1932)
- Gyügyi Ödön (1966)

## H
- H. Szántay Marianna (1950)
- Haan Antal (1827–1888)
- Haász István (1946)
- Haász Katalin (1971)
- Haeffner Jenő (1894-1944)
- Hajnal János (1913–2010)
- Hajós Imre (1905–1977)
- Halápy János (1893–1960)
- Haller György (1883–1934)
- Halvax Gyula (1906-1984)
- Hamza D. Ákos (1903–1993)
- Haranghy György (1868–1945)
- Haranghy Jenő (1894–1951)
- Haraszti Margit (1948–2005)
- Haraszti Pál (1913–1987)[9]
- Hargitai Beáta (1943)
- Háry Gyula (1864–1946)
- Hatvany Ferenc (1881–1958)
- Hauser Károly(wd) (1841–1911)
- Havadtőy Sámuel (1952)
- Hegyi György (1922–2001)
- Heil József (1929–2022)
- Heinrich Ede (1819–1885)
- Heitler László (1937–2016)
- Helbing Ferenc (1870–1958)
- Hellebrand Henriett (1976)
- Heller Ödön (1879–1921)
- Hemmert János (1927–2010)
- Hencze Tamás (1938–2018)
- Henczné Deák Adrienn (1890–1957)
- Henn László András (1959)
- Herczeg Nándor (1970)
- Herendi Gyula (1926-2016)
- Herman Lipót (1884–1972)
- Herrer Cézár (1868–1919)
- Hertul mester (1300 k.–1355 k.)

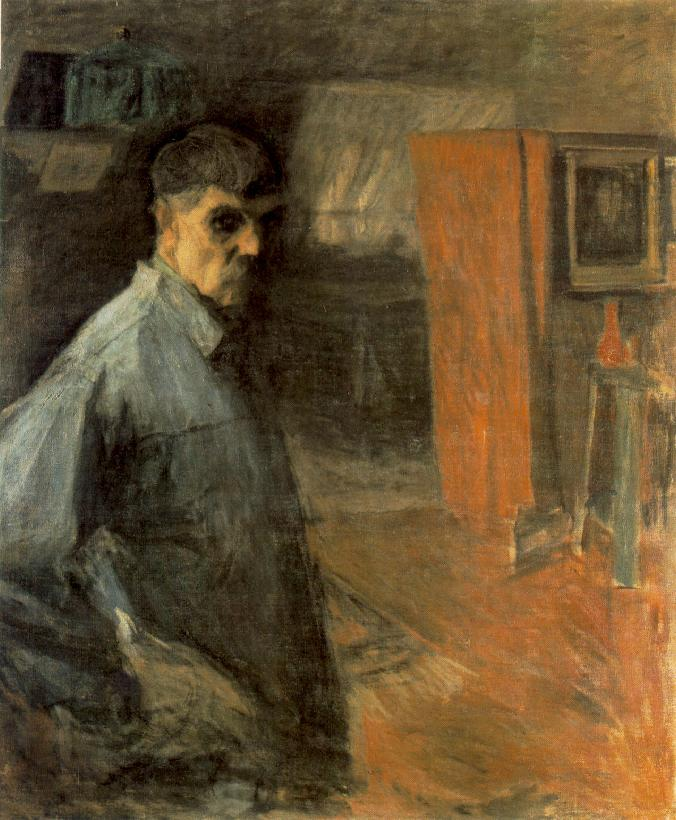
Hollósy Simon

- Hertul fia Miklós (1320 k.–1385 k.)
- Hesz János Mihály (1768–1833)
- Hetey Katalin (1924–2010)
- Hincz Gyula (1904–1986)
- Hofbauer János (1803–1839)
- Hoffmann János (1870–1954)
- Hollán Sándor (1933)
- Holló László (1887–1976)
- Hollósy Simon (1857–1918)
- Hopp-Halász Károly (1946–2016)
- Horkay István (1945)
- Hornok Magdolna (1948)
- Horovitz Lipót (1838–1917)
- Horthy Béla (1869–1943)
- Horti Pál (1865–1907)
- Horváth Csaba Lajos (1959)
- Horváth György (1969)
- Horváth Tamás István (1975)
- Hosszu Márton (1894–1953)
- Huber Vilmos (1958–)
- Hubert Tibor (1944-)
- Johann Lucas Huetter (?–1760)
- Huszár Vilmos (1884–1960)
- Huzella Pál (1886–1967)
- Hüse János (1961)[10]

## I

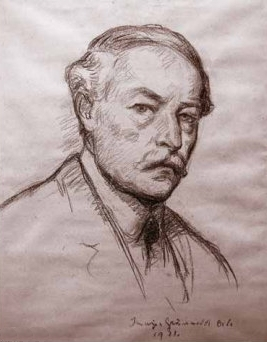
Iványi-Grünwald Béla

- Ilku Marion József (1933–2003)
- Illés Henrik (1981)
- Illés József (1978)
- Illés-Bódi Barbara (1977)
- Ilyés Márta (1954–2008)
- Imre István (1918–1983)
- Imreh Tibor (1952–2010)
- Imreh Zsigmond (1900–1965)
- Incze János (1909–1999)
- Ipó László (1911–1991)
- Ipoly Sándor (1857–1902)
- Ircsik József (1932–1986)
- Istókovits Kálmán (1898–1990)
- Iván Szilárd (1912–1988)
- Iványi-Grünwald Béla (1867–1940)

## J

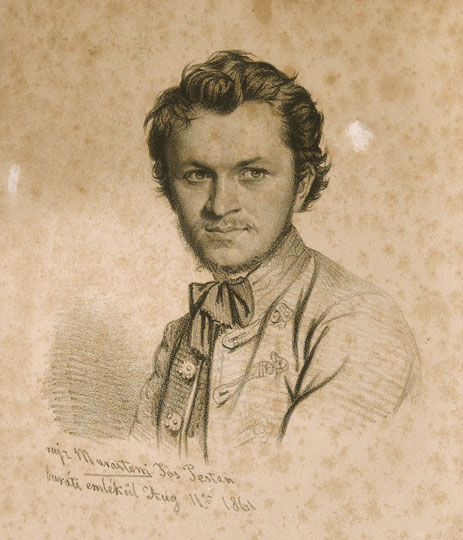
Jankó János

- Jakab Elek (1973–2005)
- Jakab Ferenc (1978)
- Jakab Zoltán (1883–1919)
- Jakobey Károly (1825–1891)
- Jakobi Anna Mária (1949)
- Jakobovits Miklós (1936–2012)
- Jakovits József (1909–1994)
- Jakuba János (1909–1974)
- Jámbor Ferencz (1973)
- Jancsó Béla (1896–1977)
- Jankay Tibor (1899–1994)
- Jankó János (1833–1896)
- Jánosi Katalin (1951)
- Jánoska Tivadar (1891–1960)
- Jánosréti mester (XV. sz. vége)
- Jantyik Mátyás (1864–1903)
- Járitz Józsa (1893–1986)
- Jarmeczky István (1951)
- Jaschik Álmos (1885–1950)
- Jeckel Ferenc (1950)
- Jeges Ernő (1898–1956)
- Jeney Jenő Béla (1874–1930 ?)
- Jeszenszky Gusztáv (1854–1892)
- Joachim Ferenc (1882–1964)
- Joachim József (1897–1954)
- Jókai Róza (1861–1936)
- Joó Béla (1874–1909)
- Joó Zoltán (1956)
- Jovánovics László (1973)
- Jovián György (1951)
- Juhász Árpád (1863–1914)
- Juhász Dávid (1979)
- Juhász Gábor (festő) (1977)
- Juhász Jenő (1884-1962)
- Juhász József (1914–2003)
- Juhász Tibor (1978)

## K
- Kacziány Aladár (1887–1978)
- Kacziány Ödön (1852–1933)
- S. Kacsó Róza (1949)
- Kádár Béla (1877–1956)
- Kádár Géza (1878–1952)
- Kádár György (1912–2002)
- Kákonyi Asztrik (1923–1990)
- Kákonyi István (1917–1993)
- Káli-Horváth Kálmán (1975)
- Kalivoda Kata (1877–1936)
- Kálmándy Pap László (189?–195?)
- Kandó László (1886–1950)
- Kántor Andor (1901–1990)
- Kántor József (1949)
- Kántor Lajos (1922–2013)
- Kapussy György (1903–1986)
- Karácsony Emmy (1896–1980)
- Karácsony János (1899–1974)
- Karancsi Sándor (1932–2003)
- Karátson Gábor (1935–2015)
- Karczag Zoltán (1881–1944)
- Kärgling János Tóbiás (1780–1845)
- Karlovszky Bertalan (1858–1938)
- Kárpáthy Jenő (1870–1950)
- Kárpáti Tamás (1949)
- Karsai Zsigmond (1920–2011)
- Karvaly József (1864–1928)
- Karvaly Mór (1860–1899)
- Kassák Lajos (1887–1967)
- Kasza Imre (1952)
- Kaszó Dezső (1907–1994)
- Kató Vladimir(wd) (1958)
- Katona Nándor (1864–1932)
- Kaufmann Izidor (1853–1921)
- Kazinczy János Antal (1914–2008)
- El Kazovszkij (1948–2008)
- Kelemen Károly (1948–2024)
- Kelemen Pál (1942–1999)
- Kelety Gusztáv (1834–1902)
- Keller Lívia (1918–2005)
- Kemenczky Judit (1948–2011)
- Kéméndy Jenő (1860–1925)
- Kemény Kálmán (1896–1994)
- Kende Géza (1889–1952)
- Kenyeres János (1955)
- Kentaur (Erkel László) (1965)
- Kepes György (1906–2001)
- Keresztes Dóra (1953)
- Kéri Ádám (1944)
- Kernstok Károly (1873–1940)
- Kernstok Károly (1898–1953)
- Kerpel Lipót (1818–1880)
- Kertész Dániel (1963)
- Kertész József (1905–1979)
- Keserü Ilona (1933)
- Kézdi-Kovács László (1864–1942)
- Király Sándor (1932–1998)
- Kisfaludy Károly (1788–1830)
- Kiss Adél (1982)
- Kiss Alajos (1857–1929)
- Kiss Bálint (1802–1868)
- Kiss Ferenc (1889–1981)
- Kiss Sámuel (1781–1819)
- Kiss Zoltán László (1949–2014)
- Kléh János (1881–1919)
- Klette Károly (1793–1874)
- Klimkovics Ferenc (1825–1890)
- Klimó Károly (1936)
- Klincsek Zsuzsanna (1965)
- Kmetty János (1889–1975)
- Knopp Imre (1867–1945)
- Kóber Leó (1876–1931)
- Kocsis Ernő (1937–2016)
- Kocsis Imre (1940–2015)
- Kohán György (1910–1966)
- Kóka Ferenc (1934–1997)
- Kokas Ignác (1926–2009)
- Kókay Szabolcs (1976)
- Kolbenheyer Gyula (1851–1918)
- Koller Károly (1838–1889)
- Kolosváry Bálint (1928)

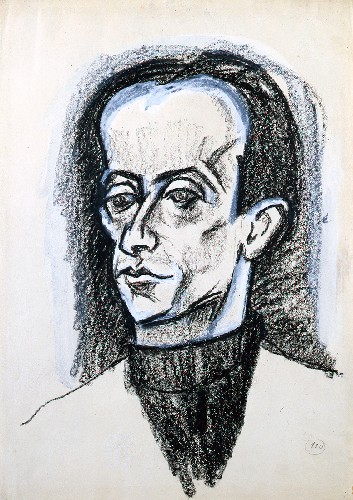
Kassák Lajos

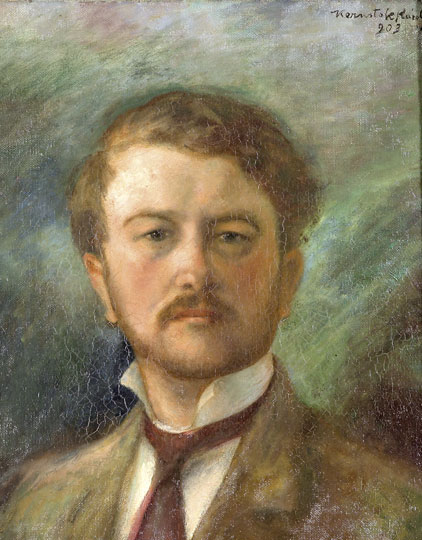
Kernstok Károly

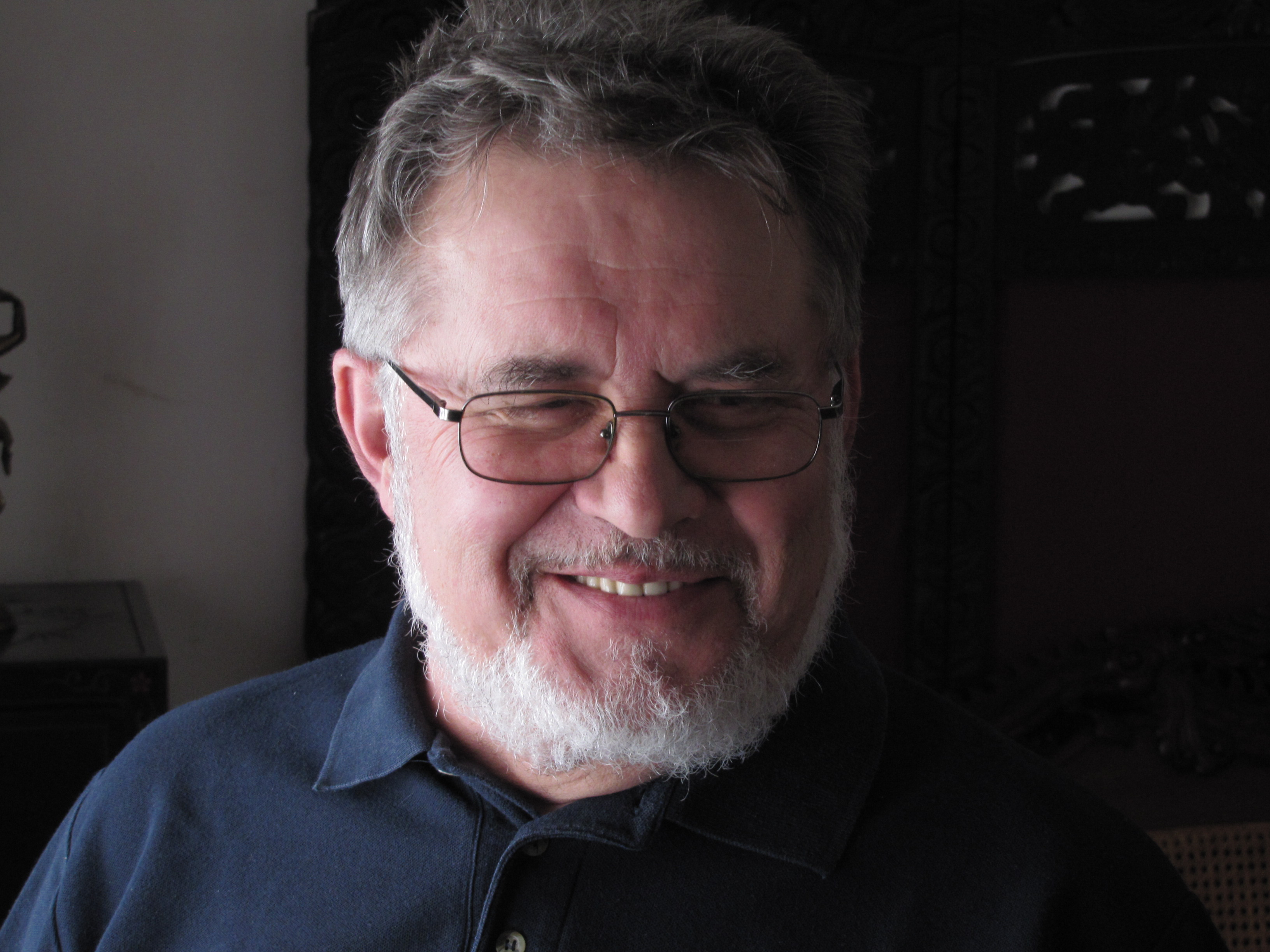
Kolozsvári Grandpierre Miklós

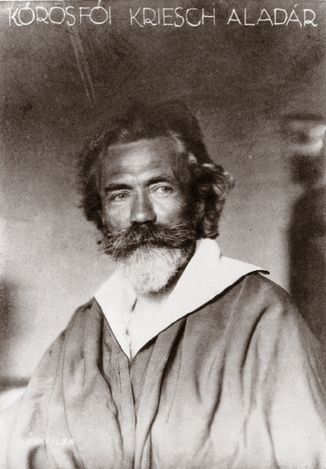
Körösfői-Kriesch Aladár

- Kolozsvári Tamás (15. század első fele)
- Kolozsvári Zsigmond (1899–1983)
- Kolozsvári Grandpierre Miklós (1950)
- Kolozsváry Kamilló (1936–2008)
- Komáromi Kacz Endre (1880–1969)
- Komoróczy Iván (1896–1935)
- Koncz András (1953)
- Koncz Csaba (1947)
- Kondor Béla (1931–1972)
- Kondor György (1921–1945)
- Konecsni György (1908–1970)
- Konfár Gyula (1933–2008)
- Konkoly Gyula (1941)
- Konok Tamás (1930–2020)
- Konrád Ignác (1894–1969)
- Konstantin Frida (1884–1918)
- Kontraszty László (1906–1994)
- Kontuly Béla (1904–1983)
- Kopacz Mária (1941)
- Kopasz Márta (1911–2011)
- Kopasz Tamás (1958)
- Kopócsy Judit (1947)
- Korb Erzsébet (1899–1925)
- Korda Vince (1897–1979)
- Korga György (1935–2002)
- Kornis György (1927–2011)
- Korniss Dezső (1908–1984)
- Koroknyai Ottó (1856–1898)
- Kósa János (1964)
- Koszkol Jenő (1868–1935)
- Koszta József (1861–1949)
- Koszta Rozália (1925–1993)
- Kosztolányi-Kann Gyula (1868–1945)
- Kótai Tamás (1959)
- Kotász Károly (1872–1941)
- Kovács Emil Lajos (1967)
- P. Kovács István (1961)
- Kovács Johanna (1951)
- Kovács László (1944–2006)
- Kovács Lehel (1974)
- Kovács Lola (1970)
- Kovács Mihály (1818–1892)
- Kovács Péter (1943)
- Kovács Péter Balázs (1955)
- Kovács Tamás (1942–1999)
- Kovács Tamás Vilmos (1951)
- Kovács Tibor (1959)
- Kovács Zoltán (1913–1999)
- Kovács Zsigmond (1976)
- Kovásznai György (1934–1983)
- Kozina Sándor (1808–1873)
- Kozma István (1937–2020)
- Kökény Róbert (1969)
- Kőnig Frigyes (1955)
- Körmendi-Frim Ervin (1885–1939)
- Körösfői-Kriesch Aladár (1863–1920)
- Kőszeghy Elemér (1882–1954)
- Köves Éva (1965)
- Köves Izsó (1853–1917)
- Johann Lucas Kracker (1719–1779)
- Krieg Ferenc (1921–2013)
- Krisár Bertalan (1839–1857)
- M. Kristóf Ágnes (1924–2001)
- Kristófi János (1925–2014)
- Kristóf-Krausz Albert (1892–1958)
- Krizbai Sándor (1949)
- Krizsán János (1886–1948)
- Krizsánné Csíkos Antónia (1887–1987)
- Krutilla József (1930–2001)
- Krüzsely Gábor (1972)
- Kubinyi Géza (1828–1894)
- Kubinyi Sándor (1875–1949)
- Kucsora Márta (1979)
- Kudász Emese (1943–2010)
- Kukovetz Anna (1885–1919)
- Kulcsár Béla (1929–1976)
- Kun Pál (1959)
- Kunffy Lajos (1869–1962)
- Kunhegyesi Ferenc (1970)
- Kunt Ernő (1920–1994)
- Kunwald Cézár (1870–1946)
- Kupeczky János (1667–1740)
- Kurdy Ilona (1951–2007)
- Kurucz D. István (1914–1996)
- Kusztos Endre (1925–2015)
- Kuti Dénes (1952)

## L
- Lábik János (1933)
- Lacza Márta (1946)
- Lahner Emil (1893–1980)
- Lakatos Artúr (1880–1968)
- Lakatos Klára (1968)
- Lakner László (1936)
- Lakos Alfréd (1870–1961)
- Lantos Ferenc (1929)
- Lányi Sámuel (1792–1860)
- László Endre (1900–1987)
- László Fülöp Elek (1869–1937)
- Lechner Gyula (1841–1914)
- Lechner János Ödön (1874–1910)
- Légrády Sándor (1906–1987)
- Libay Károly Lajos (1816–1888)
- Liezen-Mayer Sándor (1839–1898)
- Ligeti Antal (1823–1890)
- Linek Lajos (1859–1941)
- Lipták Pál (1922–2007)
- Lisztay József
- Litkei József (1929–1988)
- Litkey Bence (1942–2011)
- Lohr Ferenc (1871–1946)
- Lohwag Ernesztin (1878–1940)
- Lohwag Frida → Konstantin Frida

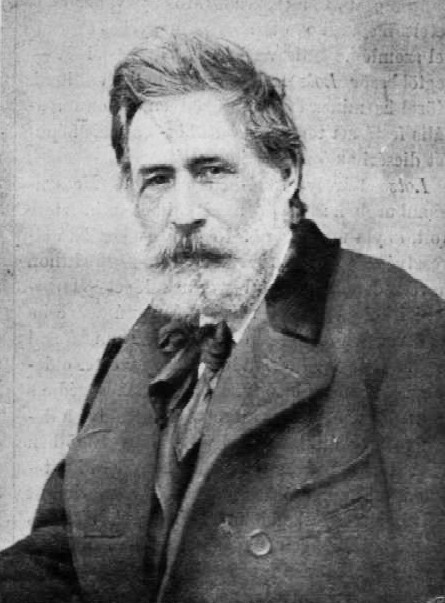
Lotz Károly

- Lomarto, Mario (Vízvári Zsolt) (1964)
- Lossonczy Tamás (1904–2009)
- Lotz Károly (1833–1904)
- Lövith Egon (1923–2009)
- Lukács Ágnes (1920)
- Lukovszky László (1922–1981)
- Lunyák Ottó
- Luzsicza Lajos (1920–2005)
- Lwoff-Parlaghy Vilma (1863–1923)
- Lyka Károly (1869–1965)

## M

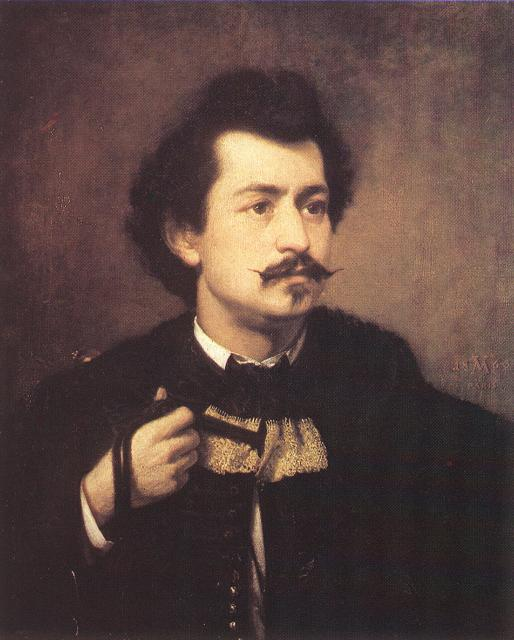
Madarász Viktor

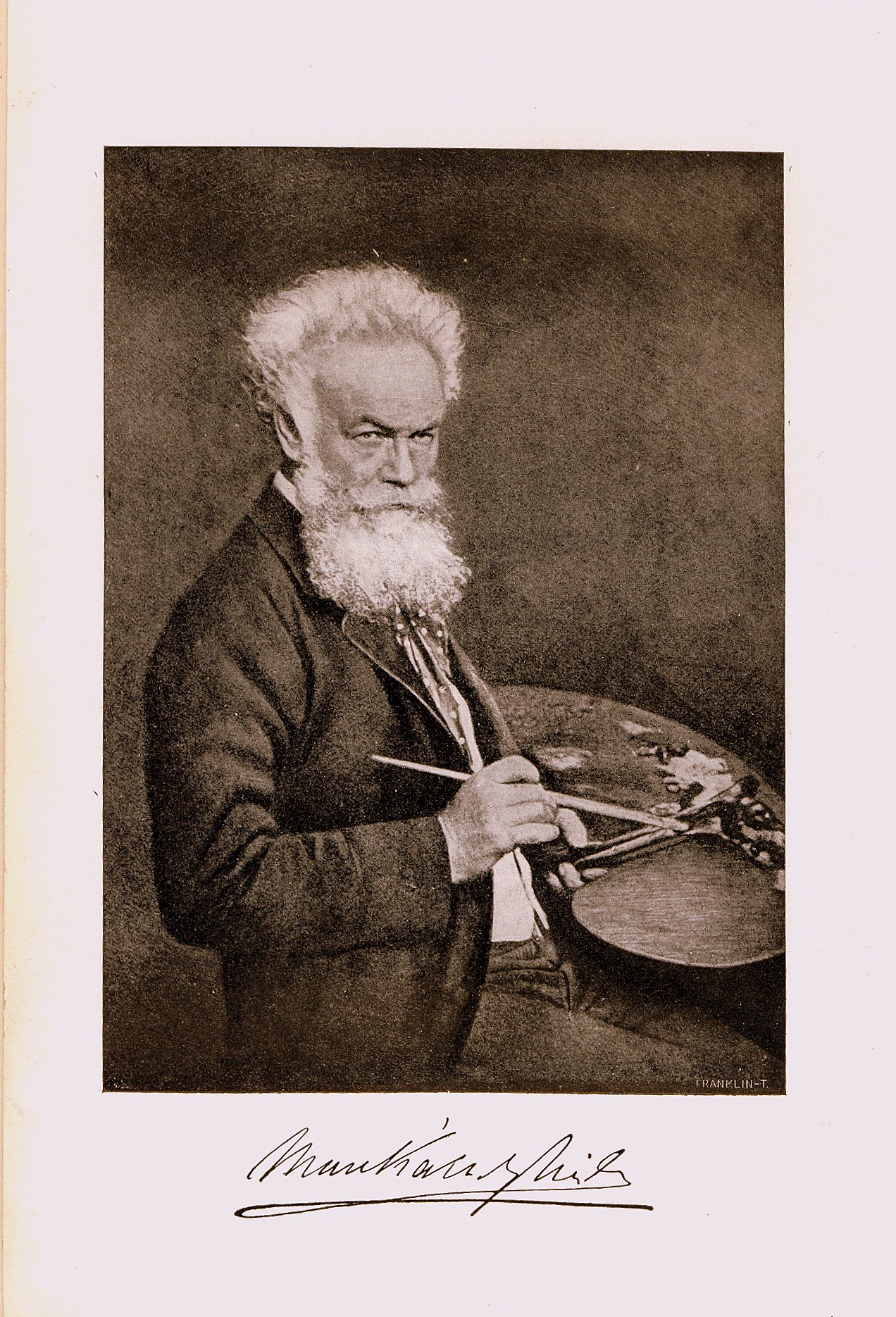
Munkácsy Mihály

- M S mester (XV. sz. vége–XVI. sz. eleje)
- Macalik Alfréd (1888–1979)
- Mácsai István (1922–2005)
- Macsánszky Béla
- Macskásy József (1921–1994)
- Madách Pál (1827–1849)
- Madácsy István (1965)
- Madarassy György Tamás (1947)
- Madarász Gyula (1858–1931)
- Madarász Viktor (1830–1917)
- Máger Ágnes (1944)
- Magyar László (1955–2016)
- Magyar Tibor (1963)
- Magyar Mannheimer Gusztáv (1859–1937)
- Major Henrik (1889–1948)
- Makár Alajos (1927–1989)
- Manajló András (1970)
- Jack C. Mancino (1968)
- Manno Miltiades (1879–1935)
- Mányai József (1875–1952)
- Mányoki Ádám (1673–1757)
- Marastoni Jakab (1804–1860)
- Marastoni József (1834–1895)
- Márffy Ödön (1878–1959)
- Márk Lajos (1867–1942)
- id. Markó Károly (1793–1860)
- Ifj. Markó Károly (1822–1891)
- Maróthy Győző (1925–2006)
- Márton Ferenc (1884–1940)
- Mártonfi Benke Márta (1958)
- Martyn Ferenc (1899–1986)
- Massányi Ödön (1907–1966)
- Máthé Zsuzsa (1964)
- Maticska Jenő (1885–1906)
- Mattioni Eszter (1902–1993)
- Mattis Teutsch János (1884–1960)
- Matzon Ákos (1945)
- Mattyasovszky Zsolnay László (1885–1935)
- Maurer Dóra (1937)
- Mayer Berta (1944)
- Mazsaroff Miklós (1929–2007)
- Mecséri Ildikó (1971)
- Medggyes László (1892–?)
- Mednyánszky László (1852–1919)
- Medve Imre (1818–1878)
- Medveczky Jenő (1902–1969)
- Meggyes László (1928–2003)
- Méhes Balázs (1949–2012)
- Meilinger Dezső (1892–1960)
- Melegh Gábor (1801–1832)
- Mengyán András (1945)
- Menyhárt József (1901–1976)
- Mersits Piroska (1926–1988)
- Mészáros Géza (1943)
- Mészöly Géza (1844–1887)
- Metzner Ernő (1892–1953)
- Metykó Gyula (1907–1992)
- Mezey István (1945–2012)
- Mezey Lajos (1820–1880)
- Micziné Hamza Ibolya (1948)
- Micskei Erzsébet (1973)
- Mihalik Dániel (1869–1910)
- Mihalik Gyula (1874–1935)
- Miháltz Pál (1899–1988)
- Miklósi Mária (1929–2008)
- Miklóssy Gábor (1912–1998)
- Miklóssy József (1792–1841)
- Mikola András (1884–1970)
- Mikus Gyula (1905–1996)
- Milák Brigitta (1968)
- Miskolczy Ferenc (1899–1994)
- Mizser Pál (1941)
- Modok Mária (1896–1971)
- Mohácsi Regős Ferenc (1917–2003)
- Moholy-Nagy László (1895–1946)
- Mohy Sándor (1902–2001)
- Mokry-Mészáros Dezső (1881–1970)
- Moldován István (1911–2000)
- Anton Molnar (1957)
- Molnár C. Pál (1894–1981)
- Molnár Farkas (1897–1945)
- Molnár József (1821–1899)
- Molnár József (1922–2014)
- B. Molnár Márta (1937)
- Molnár Sándor (1936)
- Morell Mihály (1911-2013)
- Mórocz Viktor (1980)
- Morvay László (1947–2004) grafikus, zománcművész
- Mosdóssy Imre (1904–1995)
- Munkácsy Mihály (1844–1900)
- Muray Róbert (1931–2009)
- Müller Árpád (1961–2006)

## N
- Nádler István (1938)
- Nádler Róbert (1858–1938)
- Nagy Albert (1902–1970)
- Nagy Andrea
- Nagy B. István (1933–2006)
- Nagy Balogh János (1874–1919)
- Nagy Béla (1923–2009)
- Nagy Előd (1942)
- Nagy Enikő (1935–2020)
- Nagy Ernő (1881–1952)[11]
- Nagy Ernő (1926)
- Nagy Géza (1954)
- Nagy Gyula (1922–1966)
- Nagy Ibolya (1957)
- Nagy Imre (1893–1976)
- Nagy István (1873–1937)
- Nagy Kriszta (Tereskova) (1972)
- Nagy Pál (1929–1979)
- Nagy Sándor (1869–1950)
- Nagy Stoica Georgeta (1954)
- Nagy Zoltán (1961)

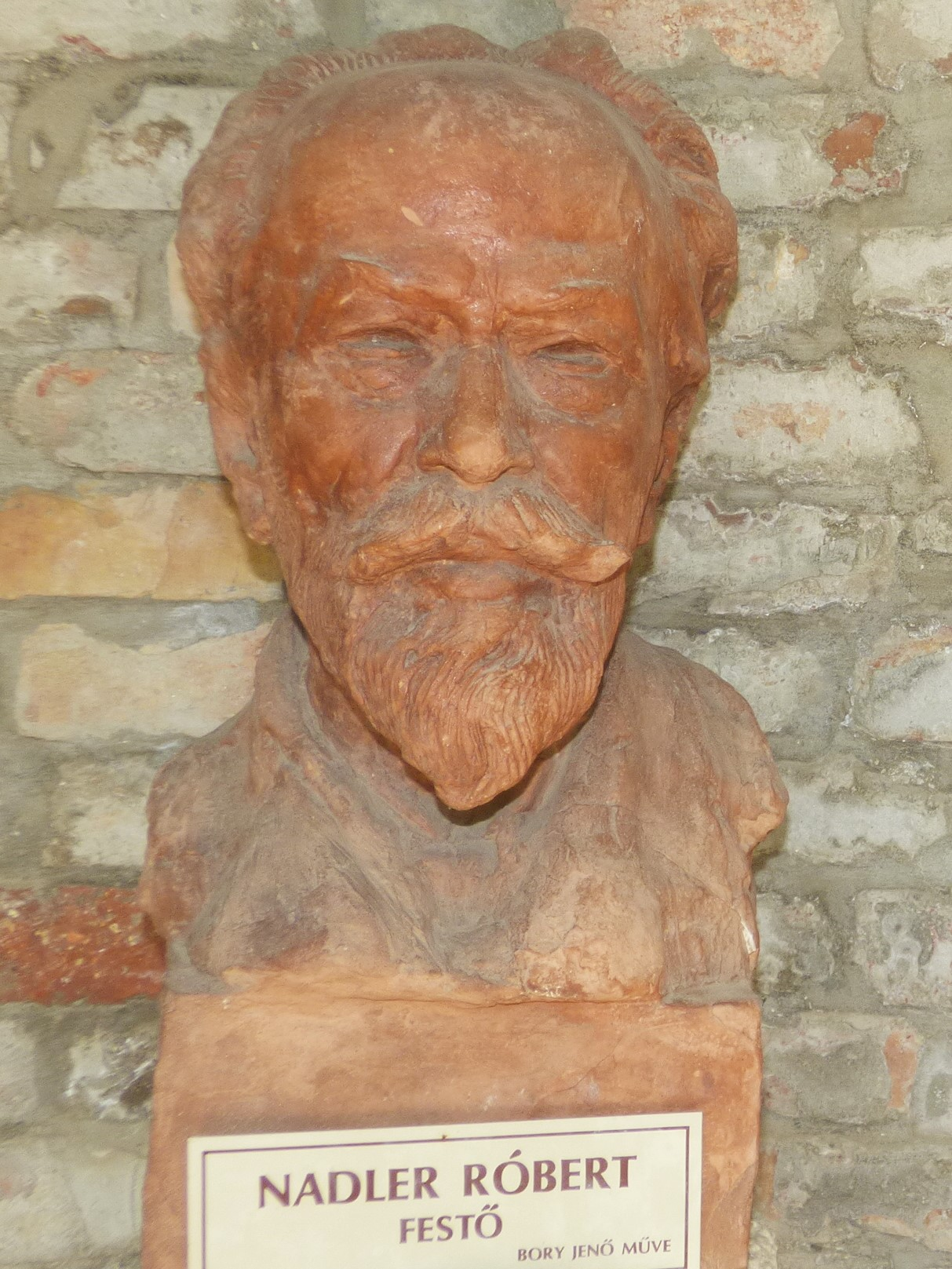
Nádler Róbert

- Nagybányai Képíró István (1600 k.–1654 k.)
- Nagygyörgy Sándor (1933–1993)
- Nagyné Horváth Judit (1954)
- Nécsey István (1870–1902)
- Négely Rudolf (1883–~1950)
- Nemcsics Antal 1927-2019
- Nemes Irén (1918–2003)
- Nemes István (1923–2010)
- Nemes József (1889–1976)
- Nemes László (1948)
- Nemes-Lampérth József (1891–1924)
- Németh Andrea (1967)
- Németh Edit (1958)
- Németh György (1888–1962)
- Németh Lászlóné Michna Éva (1920–1995)
- Németh Mária (1957)
- Németh Miklós (1934–2012)
- Neogrády Antal (1861–1942)
- Neogrády Antal (1944)
- Neogrády László (1869–1962)
- Nieger Károly (1863–?)
- Nolipa István Pál (1907–1986)
- M. Novák András (1944)
- Nuridsány Zoltán (1925–1974)

## Ny
- Nyári Irén (1958)
- Nyári Sárkány Péter (1951–2025)
- Nyergesi János (1895–1982)
- Nyilasy Sándor (1873–1934)

## O, Ó

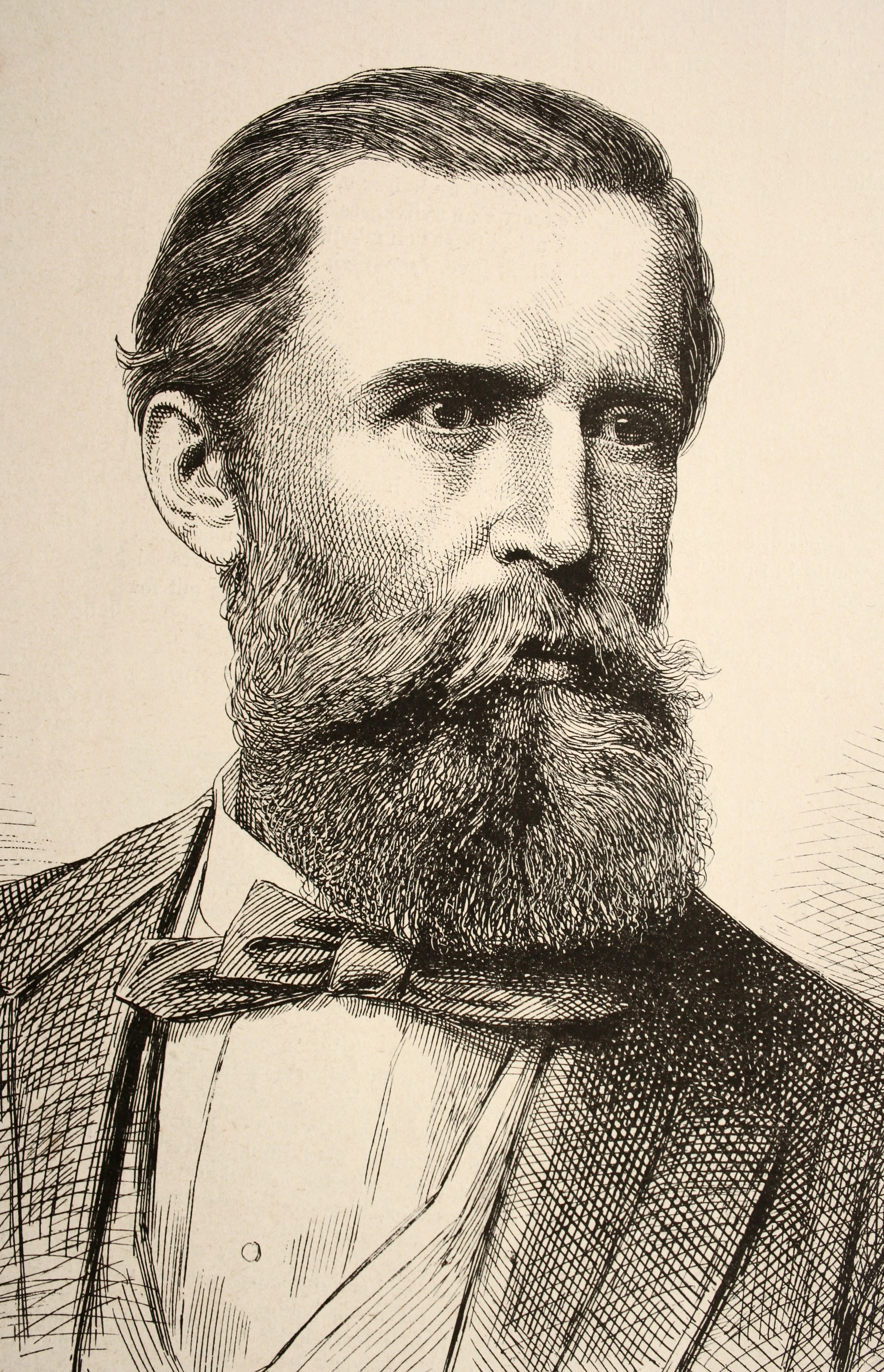
Orlai Petrich Soma

- Oláh Aranka (1944)
- Oláh István (1968)
- Oláh Jolán (1932–2005)
- Oláh Kati (1959)
- Oláh Mara (1945)
- Oláh Zoltán (1974)
- Olajos Béla (1910–1991)
- Olajos István (1915–1944)
- Olejnik Janka (1887–1954)
- Olgyai Viktor (1870–1929)
- Olgyay Ferenc (1872–1939)
- Orbán Attila (1958)
- Orbán Dezső (1884–1986)
- Orbán Edit (1943)
- Orbán Mária (1961–2003)
- Orient József (1677–1747)
- Orlai Petrich Soma (1822–1880)
- Orosz István (1951)
- Orosz János (1932–2019)
- Annamanna Orsós (1972)
- Orsós Ferenc (1955–2021)
- Orsós Teréz (1956)
- Ország Lili (1926–1978)
- Osgyányi Sára (1980)
- Oszoli Piroska (1919–2017)
- Ottó László (1966)

## Ö, Ő
- Ördög Noémi (1987– )
- Ördögh László (1923–2007)
- Ősz Dénes (1915–1980)

## P

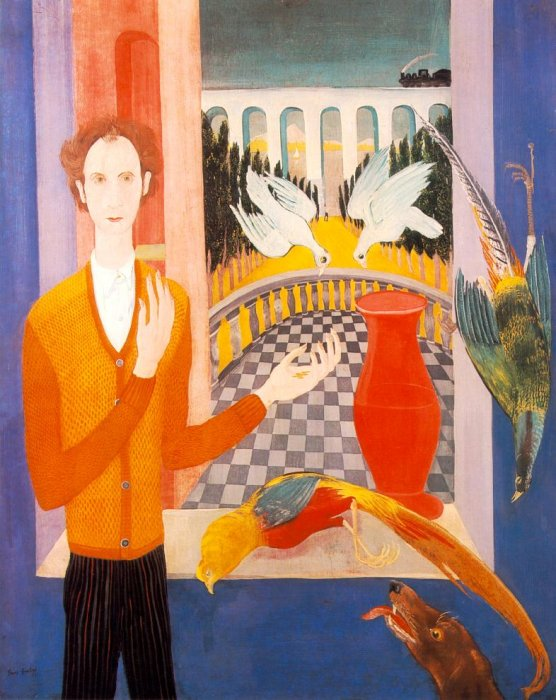
Paizs Goebel Jenő: Aranykor (önarckép galambokkal)

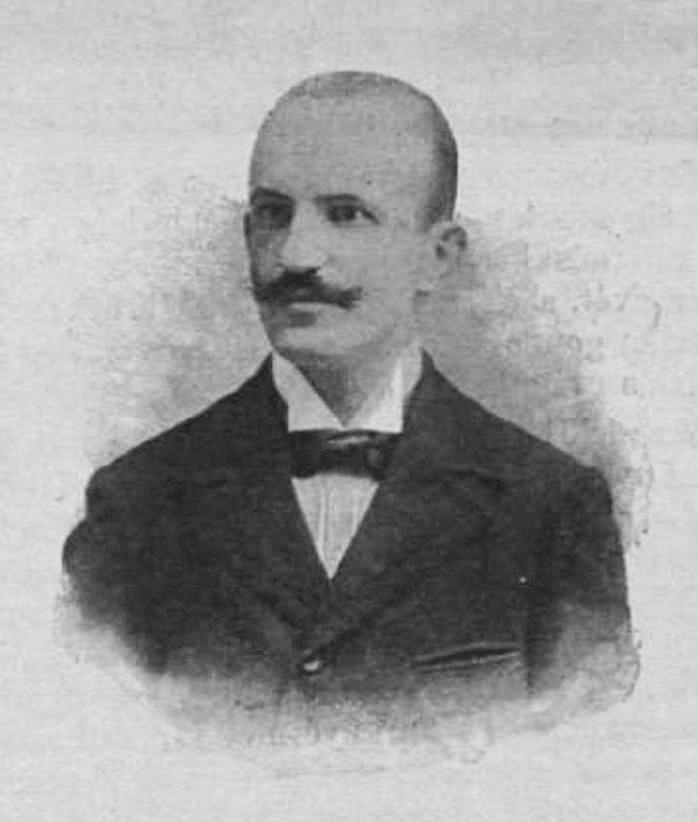
Poll Hugó

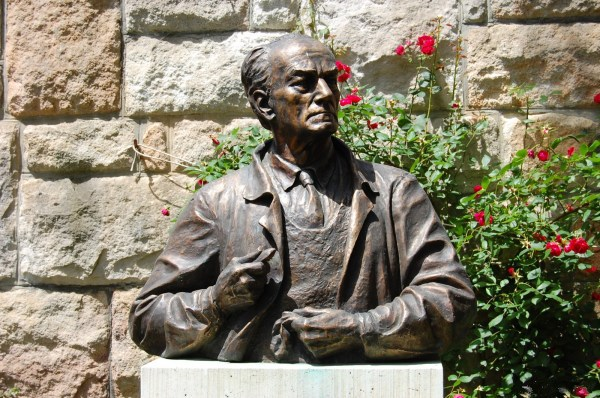
Pór Bertalan

- Paál László (1846–1879) [MÉL., ÚMÉL.]
- Paczka Ferenc (1856–1925) [MÉL., ÚMÉL.]
- Pádly Aladár (1881–1949)
- Pádua Kálmán (1885–1958)
- Paizs Goebel Jenő (1896–1944) [MÉL., ÚMÉL.]
- Paizs László (1935–2009) [KiKi.]
- Pál Csaba (1967)
- Pál György (1950)
- Pál Gyula (1928–1981) [MÉL., ÚMÉL.]
- Pálfalusi Attila (1941)
- Pálffy-Daun Lipót (1834–1884) [ÚMÉL.]
- Páll Lajos (1938–2012)
- Pallay József (1903–1967) [MÉL., ÚMÉL.]
- Pállik Béla (1845–1908) [MÉL., ÚMÉL.]
- Pallos-Schönauer Jutta (1925–2020)
- Pálnagy Balázs (1927–2012)
- Pálnagy Zsigmond (1896–1959)
- Palotai Lajos (1951)
- Palugyay Zoltán (1898–1935) [ÚMÉL.]
- Pállya Celesztin (1864–1948) [MÉL., ÚMÉL.]
- Pámmer János (1883–?)
- Pán Artúr (1894–1983)
- Pandur József (1888–1943)
- Pandúr Lajos vagy Pandur Lajcso (1913–1973) [ÚMÉL.]
- Pannóniai Mihály (1390/1395 k. – 1459/1464) [MÉL., ÚMÉL.]
- Panyoczki Péter (1953)
- Pap Domokos (1894–1970)
- Pap Géza (1883–?)
- Pap Gyula (1899–1983) [MÉL., ÚMÉL.]
- Pap Henrik (1864–1910) [MÉL., ÚMÉL.]
- Papageorgiu Andrea (1980– )
- Papp Árpád (1861–1882)
- Papp Aurél (Popp Aurél) (1879–1960)
- Papp Gábor (1936)
- Papp Lajos (1886–1963)
- Papp László (1922–2020)
- Papp Oszkár (1925–2011) [KiKi.]
- Papp Sándor (1868–1937) [MÉL., ÚMÉL.]
- Parlaghi Vilma (1864–1923) [MÉL.]
- Pártay István (1906–1979) [MÉL., ÚMÉL.]
- Patai Zsuzsanna (1969)
- Cs. Pataj Mihály (1921–2008)
- Pataki Ferenc (1941)
- Pataky Etelka (1898–1984) [ÚMÉL.]
- Pataky Imre (1850–1910) [MÉL., ÚMÉL.]
- Pataky László (1857–1912) [MÉL., ÚMÉL.]
- Pataky Sándor (1880–1969)
- Patay Éva (1900–1984) [MÉL., ÚMÉL.]
- Patay László (1932–2002) [KiKi.]
- Patkó Károly (1895–1941) [MÉL., ÚMÉL.]
- Paulovics László (1937)
- Pechán Béla (1906–1986) [ÚMÉL.]
- Pechán József (1875–1922) [ÚMÉL.]
- Pecz Henrik (1813–1860) [MÉL., ÚMÉL.]
- Péczely Antal (1891–1960)
- Péczely Piroska (1899–1978)
- Pécsi-Pilch Dezső (1888–1949) [MÉL., ÚMÉL.]
- Pekáry István (1905–1981) [MÉL., ÚMÉL.]
- Péli Tamás (1948–1994) [ÚMÉL.]
- Péntek Orsolya (1974)
- Pentelei Molnár János (1878–1924) [MÉL.]
- Perényi Peischl Kálmán (1896–1985) [MÉL.]
- Péri László (1899–1967) [ÚMÉL.]
- Perlmutter Imre (1870-1935)
- Perlmutter Izsák (1866–1932) [MÉL., ÚMÉL.]
- Perlrott-Csaba Vilmos (1880–1955) [MÉL., ÚMÉL.]
- Perneczky Géza (1936)
- Peske Géza (1859–1934) [MÉL., ÚMÉL.]
- Peterdi Gábor (1915–2001)
- Péterfy László (1936) szobrász
- Petkes József (1928–2016)
- Pető János (1940–2009)
- Petrich András (1765–1842)
- Petrik Pál (1916–1996) [ÚMÉL.]
- Petrilla István (1935–2000) [ÚMÉL.]
- Petrovits István (1945)
- Pichler Jenő (1932–1982)
- Pichlerné Nagy Gyöngyi (1965)
- Pinczehelyi Sándor (1946) [KiKi.]
- Pintér Tibor (1954–2017)
- Piri Kálmán (1908–1983) [MÉL., ÚMÉL.]
- Pirk János (1903–1989) [MÉL., ÚMÉL.]
- Piroska János (1894–1987)
- Piskolti Gábor (1913–1970) [MÉL., ÚMÉL.]
- Pittner Olivér (1911–1971)
- Pituk József Viktorián (1906–1991) [ÚMÉL.]
- Plány Ervin (1885–1916)
- Platzner Tibor (1939–2000) [ÚMÉL.]
- Plesnivy Károly (1930–1984) [ÚMÉL.]
- Plugor Sándor (1940–1999) [ÚMÉL.]
- Podmaniczky Ágnes (1983)
- Podolini-Volkmann Artúr (1891–1943) [MÉL., ÚMÉL.]
- Pogány Géza (1927–2001)
- Polczer Lajos (1902–1968)
- Polnai Gábor (1988)
- Poll Hugó (1867–1931) [MÉL., ÚMÉL.]
- Polóny Elemér (1911–1991) [ÚMÉL.]
- Pólya Iván (1889–1939) [MÉL., ÚMÉL.]
- Pólya Tibor (1886–1937) [MÉL., ÚMÉL.]
- Pór Bertalan (1880–1964) [MÉL., ÚMÉL.]
- Porter Paula (1899–1944/1945)
- Portik Péter (1964)
- Porzsolt Borbála (1933-2021)
- Pozsgai Pálné (1895–1976) [MÉL., ÚMÉL.]
- Pörcz-Pataki Gábor (1953)
- Pörge Gergely (1858–1930) [MÉL., ÚMÉL.]
- Preszler Ágnes (1961)
- Prinner Antal (1902–1983) [ÚMÉL.]
- Prohászka Antal (1935)
- Prohászka József (1886–1964) [MÉL., ÚMÉL.]
- Prokop Péter (1919–2003) [KiKi.]
- Püspök Anita  (1972)
- Püspöky István (1950–2018) [KiKi.]

## R
- Raáb Ervin (1874–1959) [MÉL., ÚMÉL.]

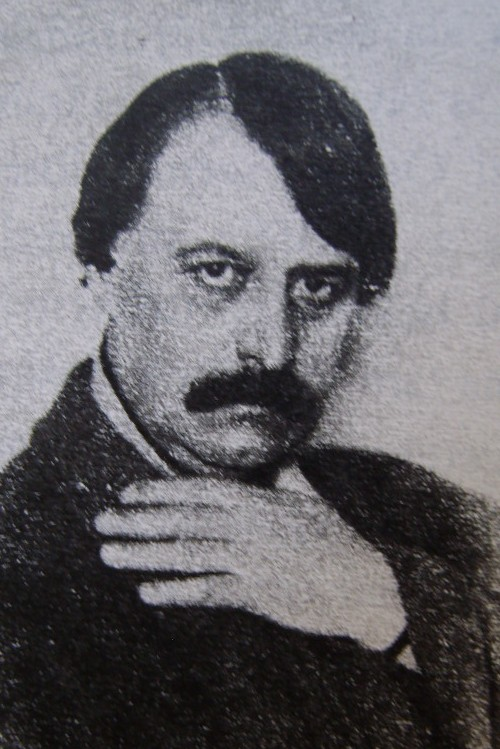
Rippl-Rónai József

- Rác András (1926–2013) (neve előfordul 'Rácz András' alakban is)
- Ráczné Kalányos Gyöngyi (1965)
- Radics Szilveszter (1952–2004)
- Radnai József (1896–1963) [MÉL., ÚMÉL.]
- Radnóti Kovács Árpád (1902–1977) [MÉL., ÚMÉL.]
- Radócz Mónika (1964)
- Radóné Hirsch Nelly (1871–1915)
- Ráfael Győző Viktor (1900–1981) [MÉL., ÚMÉL.]
- Rákosi Nándor (1832–1884) [MÉL., ÚMÉL.]
- Rákosy Zoltán (1910–1971) [MÉL.]
- Ransonnet-Villez Eliza (1843–1899) [MÉL., ÚMÉL.]
- Raszler Károly (1925–2005)
- Rátz Péter (1879–1945)
- Rauscher György (1902–1930) [MÉL., ÚMÉL.]
- Rauscher Lajos (1845–1914) [MÉL., ÚMÉL.]
- Regős István (1954)
- Reichenthal Ferenc (1895–1971) [ÚMÉL.]
- Reichl Kálmán (1879–1926) [MÉL., ÚMÉL.]
- Reigl Judit (1923–2020)
- Reiner Imre (1900–1987) [ÚMÉL.]
- Reissmann Károly Miksa (1856–1917) [MÉL., ÚMÉL.]
- Reisz Tamás (1950-2013)
- Rékassy Csaba (1937–1989) [ÚMÉL.]
- Remsey Jenő György (1885–1980) [MÉL., ÚMÉL.]
- Remsey Zoltán (1893–1925) [MÉL., ÚMÉL.]
- Réth Alfréd (1884–1966) [MÉL., ÚMÉL.]
- Réthy Károly (1884–1921)
- Réti István (1872–1945) [MÉL., ÚMÉL.]
- Réti Ödön (1871–1939) [MÉL., ÚMÉL.]
- Réti Zoltán (1923–2018)
- Révész Imre (1859–1945) [MÉL., ÚMÉL.]
- Révész István (1887–1973) [MÉL., ÚMÉL.]
- Rézműves Gusztáv (1961)
- Rézműves Gyula (1943)
- Ridovics László (1925–2018)
- Rippl-Rónai József (1861–1927) [MÉL., ÚMÉL.]
- Ripszám Henrik (1889–1976)
- Rohonczi István (1957)
- Román György (1903–1981) [MÉL., ÚMÉL.]
- Rombauer János (1782–1849) [MÉL., ÚMÉL.]
- Romek Árpád (1883–1960) [MÉL., ÚMÉL.]
- Róna Emy (1904–1988) [MÉL., ÚMÉL.]
- Róna Klára (1901–1987) [MÉL., ÚMÉL.]
- Rosenthal Dávid Konstantin (1820–1851)
- Roskovics Ignác, ifj. (1854–1915) [MÉL., ÚMÉL.]
- Róth Miksa (1865–1944) [MÉL., ÚMÉL.]
- Rozgonyi László (1894–1948) [MÉL., ÚMÉL.]
- Rozs János (1901–1987) [ÚMÉL.]
- Rózsaffy Dezső (1877–1937) [MÉL.]
- Rózsahegyi György (1940–2010)
- Rozsda Endre (1913–1999) [ÚMÉL.]
- Rozsnyai Zoltán (1919–1972) [MÉL., ÚMÉL.]
- Rubovics Márk (1867–1947) [MÉL.]
- Rudi Balázs Lajos (1967–2008)
- Rudnay Gyula (1878–1957) [MÉL., ÚMÉL.]
- Ruisz György (1922-1944) - Festőművész.
- Ruttkay György (1898–1974)
- Ruzicskay György (1896–1993) [ÚMÉL.]

## S
- Sáfár Pál (1949)
- Sajósy Alajos (1836–1901)
- Saly Németh László (1920–2001)
- Samodai József (1920–1984)
- Sándorfi István (1948–2007)
- Saphier Beatrix (1956)
- Sarkantyu Simon (1921–1989)
- Sárközi Vilmos (1966)
- Sass Árpád (1896–1957)
- Saxon-Szász János (1964)
- Schadl János (1892–1944)
- Scheiber Hugó (1873–1950)
- Schéner Mihály (1923–2009)
- Schneider Csilla Krisztina (1972)
- Scholtz Endre (1959)
- Scholz Erik (1926–1995)

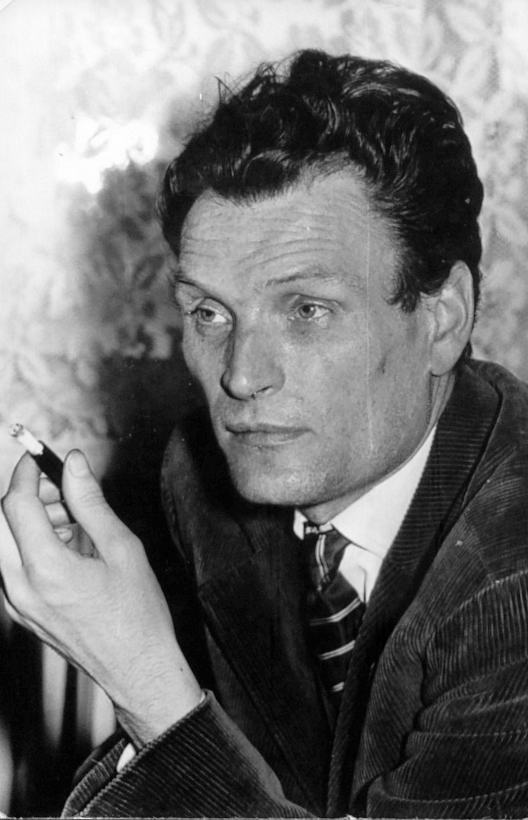
Saly Németh László

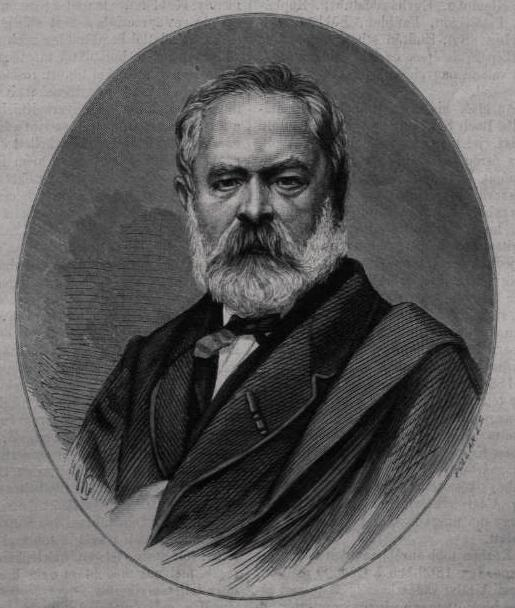
Storno Ferenc

- Schöfft József Ágoston (1809–1888)
- Schöfft József Károly (1776–1851)
- Schönberger Armand (1885–1974)
- Schubert Ernő (1903–1960)
- Sebestyén Benedek (1937–2011)
- Sebestyén János (1957)
- Seres János (1920–2004)
- Amrita Sérgil (1913–1941)
- Siegmund Ákos (1977)
- Sikó Miklós (1818–1900)
- Simay Imre (1874–1955)
- Simon János (1945)
- Simon M. Veronika (1952)
- Sin Oliver (1985)
- Sipavicius Tamás (1970)
- Sipos László (1943)
- Skuteczky Döme (1850–1921)
- Somogyi Győző (1942)
- Somogyi László Gábor (1976)
- Somogyi Szántó Béla (1945)
- Somos Miklós (1933-2009)
- Soós Jóska (1921–2008)
- Sövér Elek (1937–1982)
- Spányi Béla (1852–1914)
- Stekovics Gáspár (1966)
- Stetka Gyula (1855–1925)
- Stettner Sebestyén (1699–1758)
- Stock János Márton (1742–1800)
- Storno Ferenc (1821–1907)
- Strobentz Frigyes (1856–1929)
- Sudár Péter (1980–)
- Sugár Andor (1903–1944)
- Süle István (1937-1996)
- Süvöltős Tamás (1966)
- Sváby Lajos (1935-2020)

## Sz
- Szabadi Katalin (1954)
- Szabados Árpád (1944)
- Szabados Jenő (1911–1942)
- Szabados Norbert (1974)

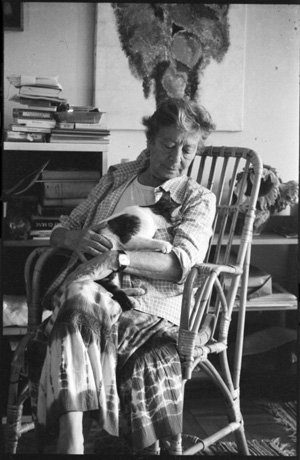
Szántó Piroska

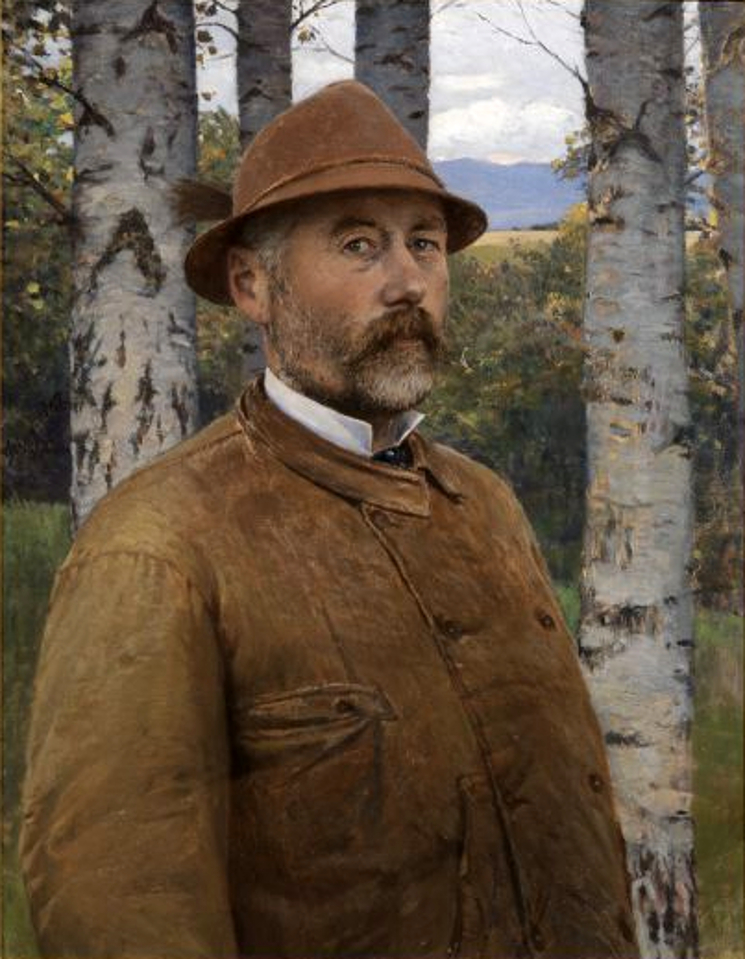
Szinyei Merse Pál

- Szablya-Frischauf Ferenc (1876–1962)
- Szablya-Frischauf Ferencné (1878–1940)
- Szabó Béla (1905–1985)
- Szabó Gyula (1907–1972)
- Szabó Lajos (1902–1967)
- Szabó Lajos (1927–1995)
- T. Szabó László (1953)
- Szabó Miklós (1914–1995)
- Szabó Vladimir (1905–1991)
- Szabó-Lencz Péter (Petyka) (1981)
- Szabó Zoltán (Zsirai) (1936–2022)
- Szalai Zoltán (1919–1995)
- Szalatnay József (1915–1995)
- Szalay Lajos (1909–1995)
- Z. Szalay Pál (1891–1975)
- Szále János Ignác (1810–1870)
- Szalma Béla (1908–1961)
- Szalóky Sándor (1921–1978)
- Szamossy Elek (1826–1888)
- Szamossy László (1866–1909)
- Szanthoffer Imre (1930–2007)
- Szántó Lajos (1890–1965)
- Szántó Piroska (1913–1998)
- Szantrucsek Jenő (1903–1965)
- Szász Endre (1926–2003)
- Szász Endre László („Vallon”55 1957)
- Szász István (1873–1961)
- Szász Pál (1912–1969)
- Szathmáry József (1953)
- Szathmáry Király Pál (1726–1807)
- Szathmáry Pap Károly (1812–1887)
- Szegedi Csaba (1960)
- Szegedi Zoltán (1941)
- Szegedi Molnár Géza (1906–1970)
- Szegvári Károly (1920–2002)
- Székács Zoltán (1921–1983)
- Székely Bertalan (1835–1910)
- Székely Endre Árpád (1917–2014)
- Szélpál Árpád (1897–1987)
- Szemadám György (1947)
- Szemlér Mihály (1833–1904)
- Szenes Árpád (1897–1985)
- Szenes Fülöp (1863–1944)
- Szentandrássy István (1957)
- Szentgyörgyi Kornél (1916–2006)
- Szentgyörgyvári Gyenes Lajos (1890–1971)
- Szent-Istvány Gyula (1881–1930)
- Szentiványi Lajos (1909–1973)
- Szentkirályi Miklós (1943)
- Szentpétery Ádám (1956)
- Szepes Gyula (1902–1992)
- Szepesi András (? – 1426 u.)
- Szépfalvi Ágnes (1965)
- Szert Károly Minyó (1955)
- Szervánszky Jenő (1905–2005)
- Szigethy István (1891–1966)
- Szigeti Ernő (1881–1944/1945)
- Szikora György, id. (1751–1806)
- Szikora György, ifj. (1788–1862)
- Szikora Tamás (1943)
- Szikra Zsuzsa (1951)
- Szikszay Ferenc (1871–1908)
- Szilágyi András (1949)
- Szilágyi Ida (1922–1999)
- Szilágyi István (1896–1945)
- Szilágyi János (1911–1978)
- Szilágyi János (1963)
- Szilágyi Szilárd (1959)
- Szilvásy Margit (1898–1977)
- Szilvitzky Margit (1931–2018)
- Szily Géza (1938)
- Szimon Jenő (1902–1978)
- Szinte Gábor (1928–2012)
- Szinyei Merse Pál (1845–1920)
- Szinyei Viktor (1983)
- Szirt Oszkár (1889–1915)
- Szirtes János (1954)
- Szittya Emil (1886–1964)
- Szkok Iván (1944)
- Szlányi Lajos (1869–1949)
- Szlávics Alexa (1962)
- Szlovák György (1913–1987)
- Szobel Géza (1905–1963)
- Szobonya Mihály (1855–1898)
- Szobota István (1911–1994)
- Szobotka Imre (1890–1961)
- Szoldatits Ferenc (1820–1916)
- Szolnay Sándor (1893–1950)
- Szokol Vilibáld (1888–1963)[12][13]
- Szopos Sándor (1881–1954)
- Szotyory László (1957)
- Szőke Beatrice (1990)
- Szőnyi István (1894–1960)
- Szőnyi István (1913–1967)
- Sztehlo Lilly (1897–1959)
- Sztopka Anna (1950)
- Szuda M. Barna (1988)
- Szuhanek Oszkár (1887–1972)
- Szuly Angéla (1899–1976)
- Szunyoghy András (1946)
- Szurcsik János (1931)
- Szurcsik József (1959)
- Szűcs Árpád (1933–2011)
- M. Szűcs Ilona (1925–2010)
- Szüle Péter (1886–1944)
- Szűr Szabó József (1902–1993)
- Szüts Miklós (1945)

## T
- Tabódy Klára (1915–1986)
- Tahi Antal (1855–1902)
- Tahi-Tóth Nándor (1912–1978)
- Takács István (1901–1985)
- Takács Kecskés Ilona (1953)

- Takács Magdolna (1926-2016)
- Talányi Ferenc (1883–1959)

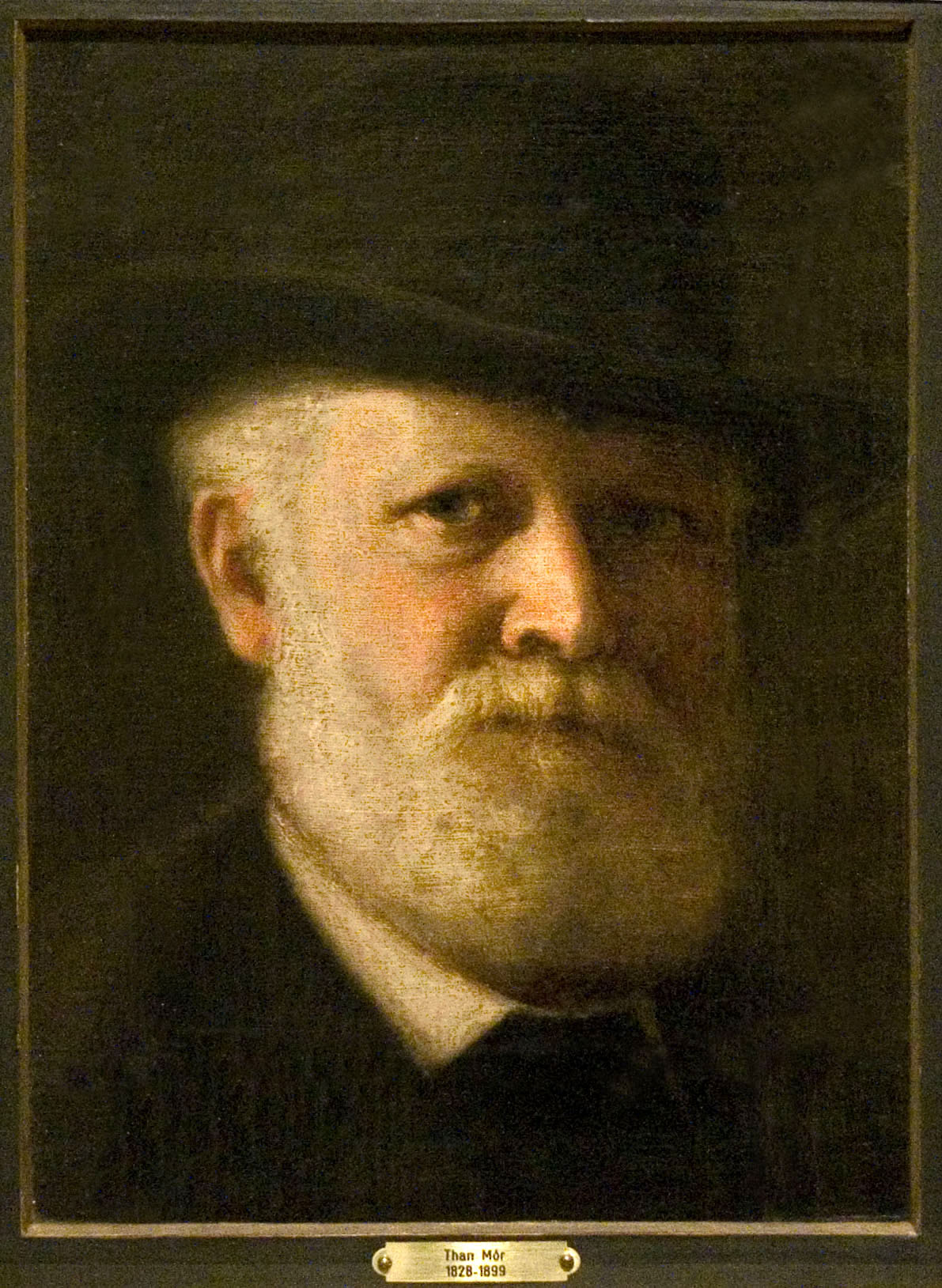
Than Mór

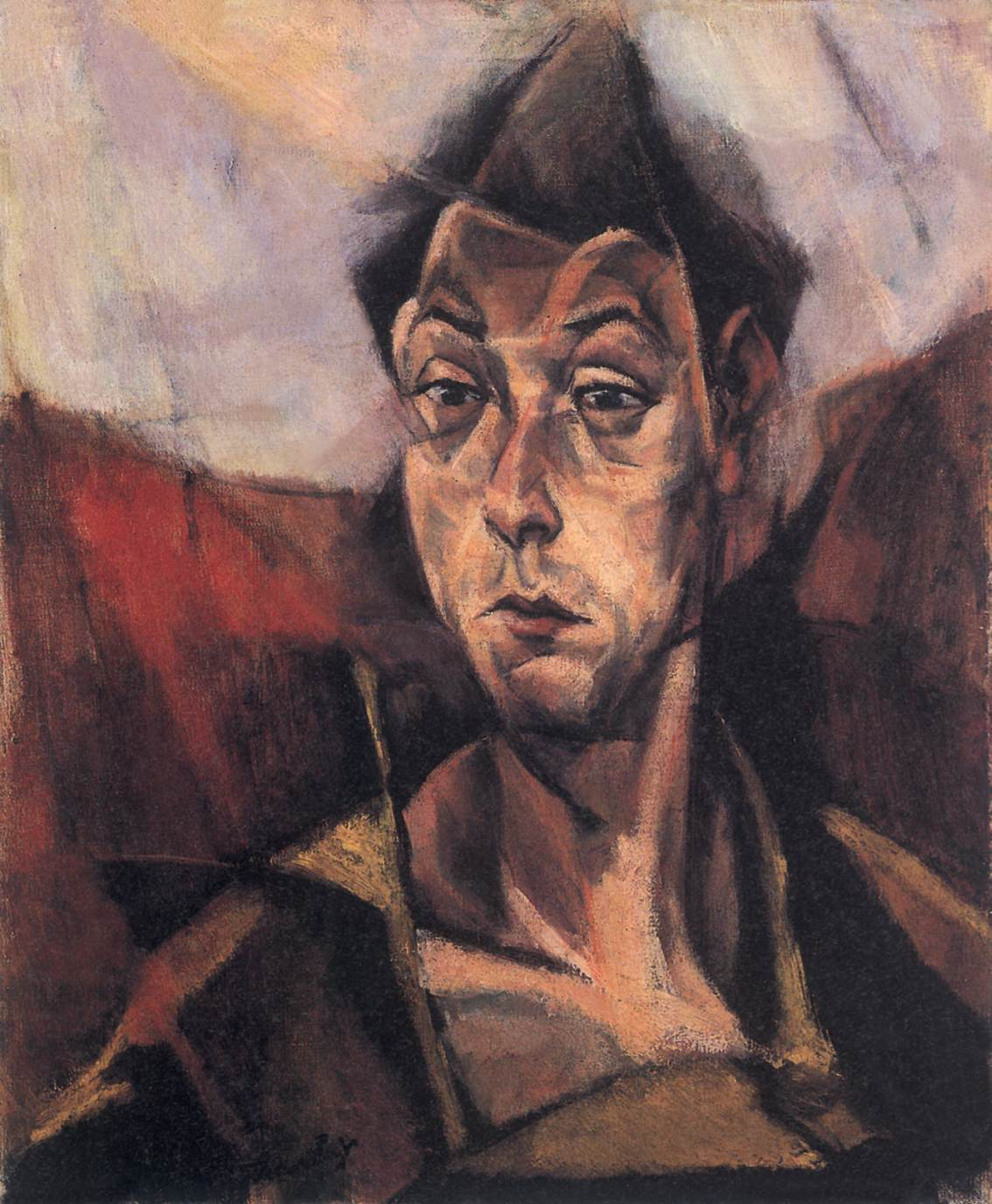
Tihanyi Lajos

- Tallós Prohászka István (1896–1974)
- Tamás Ervin (1922–1996)
- Tamás Noémi (1948–2004)
- Tamássy Miklós (1881–1933?)
- Tarcsay Béla (1952)
- Tardos Krenner Viktor (1866–1927)
- Tari Eszter (1976)
- Tarjáni Jenő (1895–1995)
- Tarr György (1959)
- Tary Lajos (1884–1972)
- Tatz László (1888–1951)
- Tausz Torday Imre (1897–1987)
- Tejfel Krisztián (1979–)
- Telek Zoltán (1967–)
- Teleki Blanka (1806–1862)
- Teleki Éva (1893–1984)
- Teleki Ralph (1890–1982)
- Telepi György (1794–1885)
- Telepy Károly (1828–1906)
- Tenk László (1943)
- Tenkács Tibor (1913–1998)
- Teplánszky Sándor (1886–1944)
- Than Mór (1828–1899)
- Thorma János (1870–1937)
- Thormáné Kiss Margit (1901–1977)
- Tibol László (1940–2002)
- Tihanyi János Lajos (1892-1957)
- Tihanyi Lajos (1885–1938)
- Tobisch Ilona (1900–1985)
- Tokácsli Lajos (1915–2000)
- Tolnay Imre (1968)
- Toncz Tibor (1905–1979)
- Topor András (1944–1997)
- Torjay Valter (1964)
- Torma Imre (1893–1954)
- Tornai Gyula (1861–1928)
- Tornyai János (1869–1936)
- Toroczkai Oszvald (1884–1951)
- Tóth Attila (1967)
- Tóth B. László (1906–1982)
- Tóth Elemér (1974)
- Tóth Ernő (1949)
- Tóth György László (1957)
- Tóth Imre (1929–2004)
- Tóth János (1899–1978)
- Tóth János (1931–1999)
- Tóth László (1869–1895)
- Tóth László (1957)
- Tóth Menyhért (1904–1980)
- Tóth Miklósné (1933–2013)
- A. Tóth Sándor (1904–1980)
- Tóth Viktor (1893–1963)
- Tölg-Molnár Zoltán (1944)
- Tölgyessy Artúr (1853–1920)
- Törzs Éva (1914–1987)
- Trauner Sándor (1906–1993)
- Triznya Mátyás (1922–1991)
- Tscharner János (?)
- Tscheligi Lajos (1913–2003)
- Tull Ödön (1870–1911)
- Túró Zoltán (1972)
- Túry Mária (1930–1992)
- Tuzson-Berczeli Péter (1966)

## U, Ú
- Udvardi Erzsébet (1929–2013)
- Udvardy Ignác Ödön (1877–1961)
- Udvarhelyi Zsuzsanna (ZsUd)
- Uitz Béla (1887–1972)
- Ujváry Ignác (1860–1927)
- Ujváry Lajos (1925–2006)
- Umling Lőrinc (XVIII. sz.)
- Ungvári Károly festőművész (1924. 03. 10. - 2000. 03. 03.)
- Urbán Tibor (1960)

## Ü, Ű
- Ürmös Péter (1879–1925)
- Üveges Gábor (1957–2020)

## V

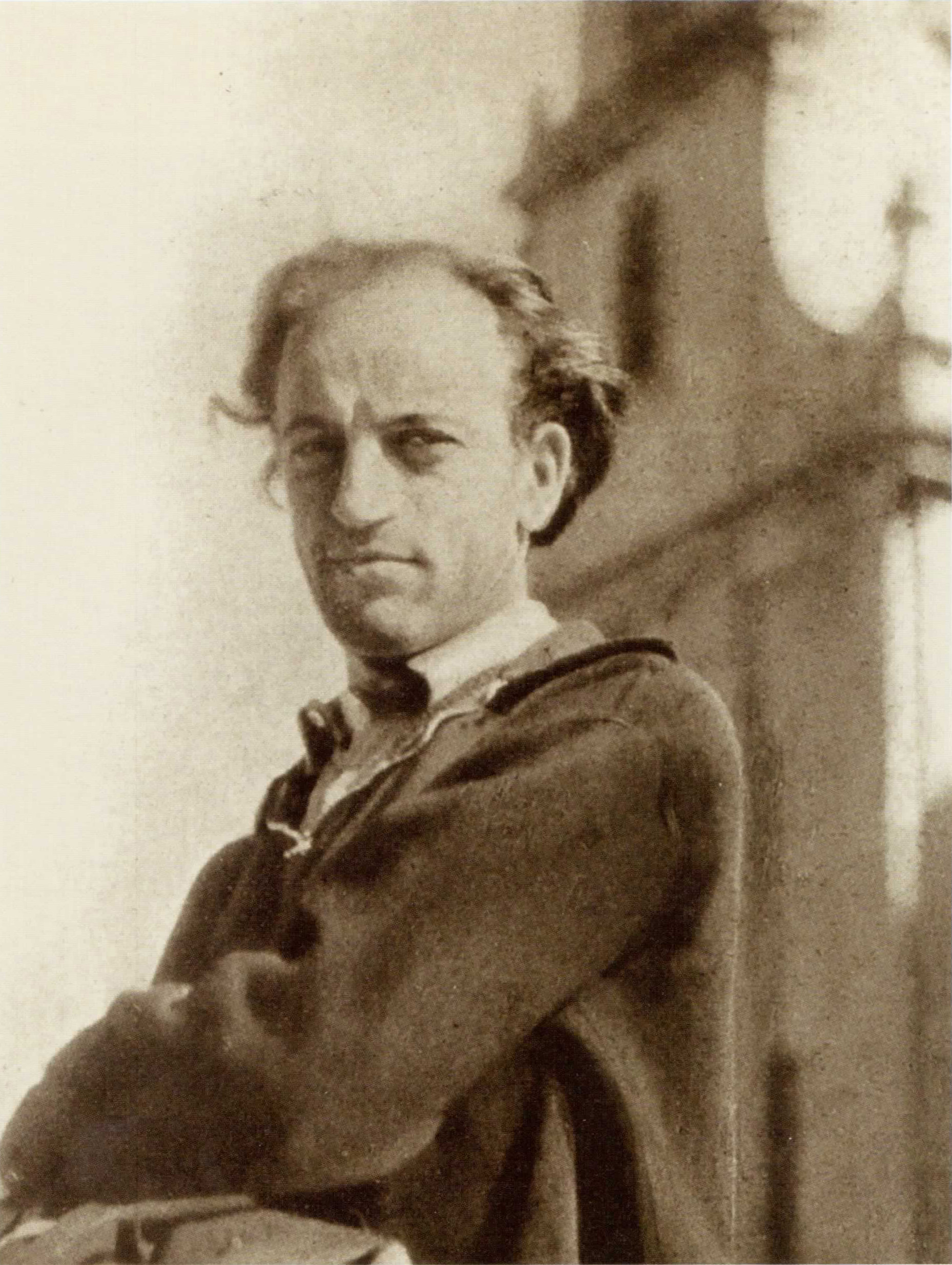
Vajda Lajos

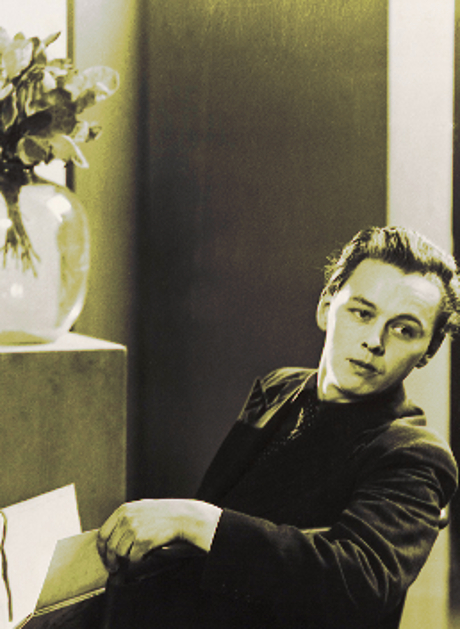
Victor Vasarely

- Váczi János (1949)
- Vadász Endre (1901–1944)
- Vadász Miklós (1881–1927)
- Vágó Pál (1853–1928)
- Vajda Lajos (1908–1941)
- Vajda Zsigmond (1860–1931)
- Valentiny János (1842–1902)
- Váli Dezső (1942)
- Valkó László (1946)
- Vallon Basilides Marcelle (1938)
- Vallon Szász Endre László (1957)
- Való Ibolya (1958)
- Váradi Gábor (1958)
- Várady Róbert (1950)
- Varga László (1963)
- Vári Juliánna (1967)
- Vári Zsolt (1974)
- Varjas Gyula (1916–2001)
- Várkonyi János (1947)
- Várkonyi-Vidakovich Balázs (1972)
- Varsányi Pál (1902–1990) grafikus
- Vasarely, Victor (1908–1997)
- Vass Béla (1872–1934)
- Vastagh Géza (1866–1919)
- Vastagh György, id. (1834–1922)
- Vaszary János (1867–1939)
- Vaszkó Erzsébet (1902–1986)
- Vecsési Sándor (1930–2015)
- Végh András (1940)
- Végh Dezső (1897–1972)
- Végh Gyula (1870–1951)
- Végvári Tamás (1962)
- Vén Emil (1902–1984)
- Verebics Ágnes (1982)
- Verebics Katalin (1980)
- Veress Mátyás (1739–1809)
- Veress Pál (1920–1999)
- Veress Pál (1929–2002)
- Veress Sándor László (1934)
- Veress Zoltán (1868–1935)
- Vészi Margit (1885–1961)
- Vesztróczy Manó (1875–1955)
- Vidovszky Béla (1883–1973)
- Vidra Ferdinánd (1814–1879)
- Vincze Angéla (1962)
- Vincze Gergely (1923–1970)
- Vincze László (1934)
- Vinczeffy László (1946)
- Vinkler László (1912–1980)
- Viola József (1927–2013) költő
- Viski János (1891–1985)
- Vogel Eric (1907–1996)
- Vojnich Erzsébet (1953)
- Vörös Julianna (1864–?)

## W
- Wagner Anzelm (1766–1806)
- Wagner Géza (1879–1939)
- Wagner Sándor (1838–1919)
- Wahorn András (1953)
- Wándza Mihály (1791–1854)
- Wanyek Tivadar (1910–1981)
- Wathay Ferenc (1568–1609 ?)
- Wéber Andrea (1994)
- Weber Henrik (1818–1866)
- Wéber József (1946)
- Weber Xavér Ferenc (1829–1887)
- Wechter Ákos (1966)
- Weininger Andor (1899–1986)
- Weinträger Adolf (1927–1987)
- Wellmann Róbert (1866–1946)
- Widder Félix Bódog (1874–1939)
- Wiedemann Elias (1640–1690)
- Wieszt József (1951–2007)
- Wrabel Sándor (1926–1992)
- Würtz Ádám (1927–1994)

## X
- Xantus Gyula (1919–1993)

## Z

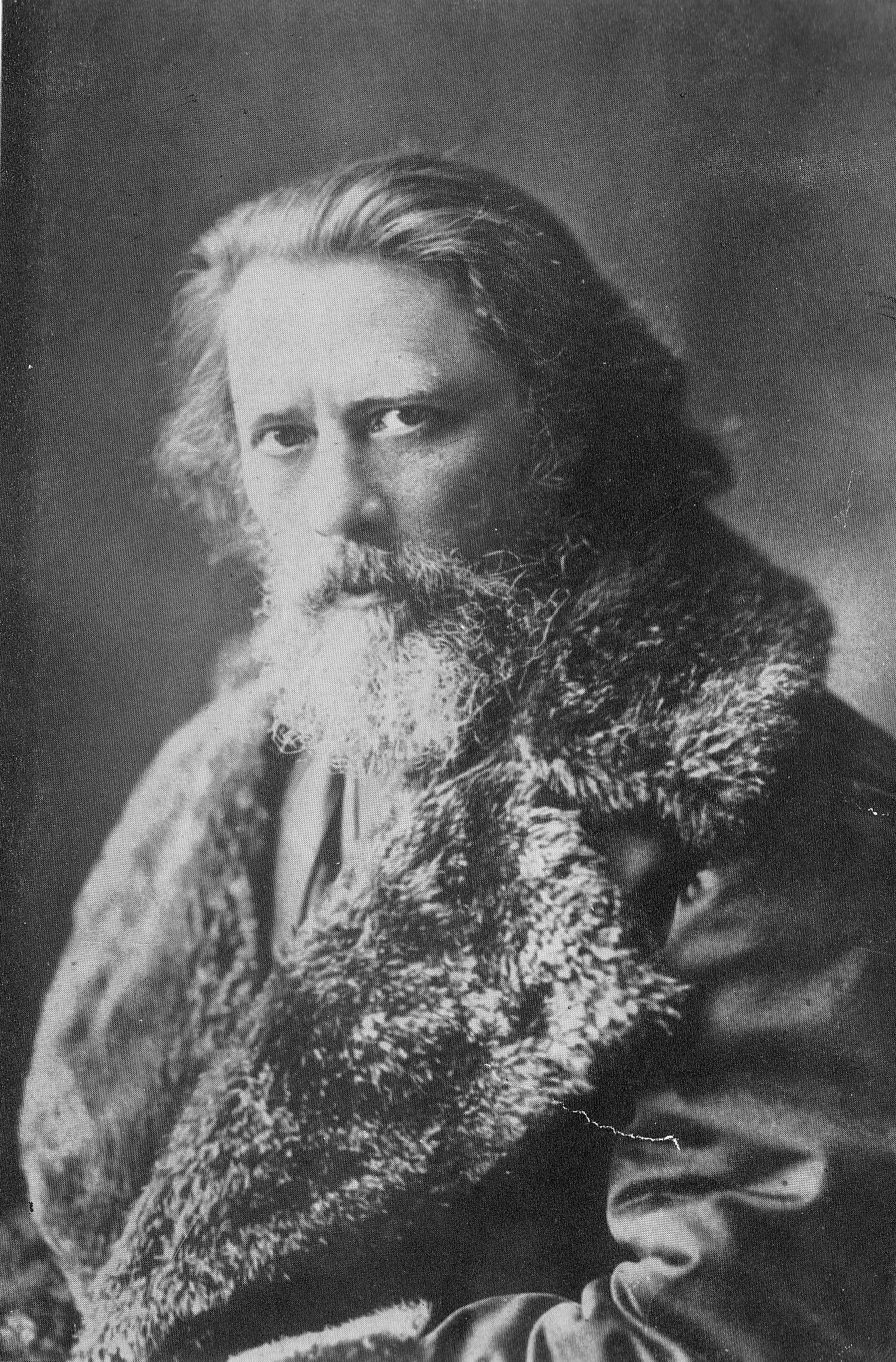
Zichy Mihály

- Záborszky Gábor (1950–2023)
- Zádor István (1882–1963)
- Zajti Ferenc (1886–1961)
- Zalakovács József (1954)
- G. Zámbó Gábor (1969)
- Zemplényi Tivadar (1864–1917)
- Zicherman Sándor (1935–2021)
- Zichy István (1879–1951)
- Zichy Mihály (1827–1906)
- Ziffer Sándor (1880–1962)
- Zilzer Gyula (1898–1969)
- Zombori László (1937)
- Zombory Lajos (1867–1933)
- Zombory-Moldován Béla (1885–1967)
- Zórád Ernő (1911–2004)
- Zuber Titusz (1921–1990)
- Zubriczky Lóránd (1869-1948)
- Zvolszky Zita (1961)

## Zs
- Zsidákovics Mihály (1948–2022)
- Zsignár István (1930–2002)
- Zsitvay János (1870–1918)
- Zsoldos Márton (1977)